# Sveto rimsko cesarstvo
Sveto rimsko cesarstvo (latinsko Sacrum Romanum Imperium, nemško Heiliges Römisches Reich), po letu 1512 znano tudi kot Sveto rimsko cesarstvo nemškega naroda, je bila politična entiteta v zahodni, srednji in južni Evropi, ki se je razvila v zgodnjem srednjem veku in trajala do ukinitve med napoleonskimi vojnami leta 1806.
Od ustoličenja Otona I. leta 962 do 12. stoletja je bilo cesarstvo najmočnejša monarhija v Evropi. Delovanje države je bilo odvisno od harmoničnega (konsenzualnega) sodelovanja med monarhom in vazali. V obdobju Salijcev je bila ta harmonija motena. Cesarstvo je doseglo vrh ozemeljske širitve in moči pod Staufovci (Hohenstaufen) sredi 13. stoletja. Prekomerna razširitev je povzročila tudi delni propad cesarstva.
25. decembra 800 je papež Leon III. kronal frankovskega kralja Karla Velikega za cesarja in oživil naslov več kot tri stoletja po padcu starodavnega Zahodnega rimskega cesarstva leta 476. V teoriji in diplomaciji so cesarji veljali za primus inter pares, prve med enakimi, se pravi med drugimi katoliškimi monarhi po Evropi. Naslov se je nadaljeval v karolinški rodbini do leta 888 in od 896 do 899, nato pa so ga italijanski vladarji izpodbijali v vrsti državljanskih vojn do smrti zadnjega italijanskega kandidata Berengarja I. leta 924. Naslov je bil ponovno oživljen leta 962, ko je papež Janez XII. za cesarja okronal nemškega kralja Otona I., ki se je predstavil kot naslednik Karla Velikega in začel neprekinjen obstoj cesarstva več kot osem stoletij.
Nekateri zgodovinarji kot začetek cesarstva omenjajo kronanje Karla Velikega, medtem ko drugi za začetek štejejo kronanje Otona I. Za ustanovitelja cesarstva se včasih šteje tudi Henrik I. Nemški, znan tudi kot Henrik Ptičar (vladal 919–936), ustanovitelj srednjeveške nemške države. Sodobno zgodovinopisje daje prednost Otonu kot resničnemu ustanovitelju cesarstva. Strokovnjaki ob tem upoštevajo razvoj institucij in načel, ki tvorijo cesarstvo, ter opisujejo postopno prevzemanje cesarskega naslova in njegove vloge.
Izraz Sveto rimsko cesarstvo ni bil uporabljen vse do 13. stoletja, vendar je cesarjeva legitimnost vedno temeljila na načelu translatio imperii, se pravi da je vrhovna oblast podedovana od starih rimskih cesarjev. Cesar je bil tradicionalno izvoljen preko večinoma nemških volilnih knezov.
V zadnji fazi vladavine cesarja Friderika III. (vladal 1452–1493) se je začela reforma cesarstva, ki se je večinoma uresničila med vladavino Maksimilijana I. (od leta 1486 rimski kralj, od leta 1493 edini vladar in od leta 1508 do njegove smrti leta 1519 cesar Svetega rimskega cesarstva). Cesarstvo se je preoblikovalo v Sveto rimsko cesarstvo nemškega naroda. V tem času je cesarstvo pridobilo večino svojih institucij, ki so delovale neprenehoma do njegovega dokončnega propada v 19. stoletju. Reforma cesarstva je bila uspešna, morda tudi na račun reforme Cerkve.
Po besedah Bradyja mlajšega je cesarstvo po reformi postalo politično telo izjemne dolgoživosti in stabilnosti ter je »v nekaterih pogledih spominjalo na monarhične države zahodne vrste, v drugih pa na ohlapno integrirane, volilne monarhije vzhodne osrednje Evrope«. Nova korporativna nemška nacija se je, namesto da bi preprosto ubogala cesarja, z njim pogajala.
Cesarstvo je  6. avgusta 1806 razpustil cesar Franc II., potem ko je mesec pred tem francoski cesar Napoleon I. ustanovil Rensko zvezo.

## Ime
V srednjem veku in zgodnjem novem veku je imela Rimskokatoliška cerkev cesarstvo za edinega pravnega naslednika Rimskega cesarstva. Po Karlu Velikemu se je kraljestvo imenovalo preprosto Rimsko cesarstvo. Izraz sacrum (sveto, v pomenu posvečeno) se je začel uporabljati leta 1157 pod Friderikom I. Barbarosso. Izraz naj bi odražal Friderikovo željo po prevladi nad Italijo in papeštvom. Naziv v obliki Sveto rimsko cesarstvo je bil v rabi od leta 1254.
Do sredine 13. stoletja je imelo cesarstvo različne nazive: universum regnum (celotno kraljestvo, v nasprotju z regionalnimi kraljestvi), Imperium christianum (Krščansko cesarstvo) in  Romanum Imperium (Rimsko cesarstvo). Cesarjeva legitimnost je ne glede na naziv vedno temeljila na konceptu translatio imperii (prenos oblasti), se pravi da je bila cesarjeva vrhovna oblast podedovano od starodavnih rimskih cesarjev.
V dekretu, ki je sledil Kölnskemu zboru leta 1512, je bilo ime spremenjeno v Sveto rimsko cesarstvo nemškega naroda (nemško Heiliges Römisches Reich Deutscher Nation, latinsko Sacrum Imperium Romanum Nationis Germanicæ). Novi naziv se je prvič uporabil v dokumentu iz leta 1474. Novi naziv je bil sprejet delno zato, ker je cesarstvo do konca 15. stoletja izgubilo večino svojih ozemelj v Italiji na jugu in Burgundiji na zahodu, a tudi zato, da bi poudaril pomen nemških cesarskih posesti po reformah cesarstva. Madžarski naziv Német-római Birodalom (Nemško rimsko cesarstvo) je skrajšana oblika izvirnega naziva.
Do konca 18. stoletja je izraz Sveto rimsko cesarstvo nemškega naroda izginil iz uradne rabe. V nasprotju s tradicionalnim pogledom na ta naziv je Hermann Weisert v študiji o cesarski titulaturi trdil, da kljub trditvam v številnih učbenikih naziv Sveto rimsko cesarstvo nemškega naroda nikoli ni imel uradnega statusa.
V znameniti oceni naziva je politični filozof Voltaire porogljivo pripomnil: »To telo, ki se je imenovalo in se še vedno imenuje Sveto rimsko cesarstvo, nikakor ni bilo sveto, niti rimsko, niti cesarstvo«.
V modernem obdobju se je cesarstvo pogosto neuradno imenovalo kar Nemško cesarstvo (Deutsches Reich) ali Rimsko-nemško cesarstvo (Römisch-Deutsches Reich). Po razpadu so ga do konca Nemškega cesarstva pogosto imenovali »staro cesarstvo« (das alte Reich). Od leta 1923 so nemški nacionalisti in propaganda nacistične stranke Sveto rimsko cesarstvo šteli za »Prvi rajh« rajh (Erstes Reich), Nemško cesarstvo za »Drugi rajh« in to, kar bi sčasoma postala Nacistična Nemčija za »Tretji rajh«.
David S. Bachrach meni, da so otonski kralji, predvsem Henrik I. in Oton Veliki, dejansko zgradili svoj imperij, ki je postal hegemon zahodne Evrope z vodilno vlogo Nemškega kraljestva, s pomočjo vojske in birokratskega aparata ter kulturne dediščine, ki so jo podedovali od Karolingov, ti pa od poznega Rimskega cesarstva.
Bachrach trdi, da Otonsko cesarstvo ni bilo arhaično kraljestvo primitivnih Germanov, ki so ga vzdrževali samo osebni odnosi in ga je vodila želja magnatov po plenjenju in delitvi plena. Cesarstvo je bilo sposobno zbrati gospodarske, upravne, izobraževalne in kulturne vire in jih podretiti svojemu ogromnemu vojnemu stroju.
Do konca 15. stoletja je bilo cesarstvo teoretično sestavljeno iz treh velikih blokov – Italije, Nemčije in Burgundije. Kasneje sta ozemeljsko ostali le Nemčija in Češka, burgundska ozemlja pa je dobila Francija. Čeprav so bila italijanska ozemlja formalno del imperija, so bila v cesarski reformi prezrta in razdeljena na številne de facto neodvisne ozemeljske enote. V 16. do 18. stoletju se je spreminjal zlasti status Italije. Nekatera ozemlja, med njimi Piemont-Savoja, so postajala vse bolj neodvisna, medtem ko so druga postala bolj odvisna zaradi izumrtja svojih vladajočih plemiških hiš. Ta ozemlja so pogosto prišla pod oblast Habsburžanov in njihovih kadetskih vej. Razen izgube Franche-Comtéja leta 1678 se zunanje meje cesarstva niso opazno spremenile od Vestfalskega miru, ki je priznal izključitev Švice in Severne Nizozemske ter francoskega protektorata nad Alzacijo, do razpada cesarstva. Ob koncu napoleonskih vojn leta 1815 je bil večji del Svetega rimskega cesarstva vključen v Nemško zvezo, glavne izjeme pa so bile italijanske države.

## Zgodovina

### Zgodnji srednji vek

#### Karolinško obdobje
Ko je moč Rimskega cesarstva v Galiji v 5. stoletju upadla, so oblast prevzela lokalna germanska plemena. V poznem 5. in zgodnjem 6. stoletju so Merovingi pod Klodvikom I. in njegovimi nasledniki združili frankovska plemena in razširili oblast nad drugimi, da bi pridobili nadzor nad severno Galijo in srednjo dolino Rena. Do sredine 8. stoletja je moč Merovingov povsem usahnila. Vladarji Frankovskega cesarstva so postali Karolingi na čelu s  Karlom Martelom. Leta 751 je Martelov sin Pipin Mali postal kralj Frankov in kasneje dobil tudi papeževo odobritev. Karolingi so postali in ostali tesni papeški zavezniki.
Leta 768 je kralj Frankov postal Pipinov sin Karel Veliki in začel obsežno širitev kraljestva. Vanj je sčasoma vključil ozemlja današnje Francije, Nemčije, severne Italije, Nizozemskih dežel in druga in povezal Frankovsko kraljestvo s papeškimi deželami.
Bizantinska oblast v Italiji je še kar trajala. Politični prelom je leta 726 sprožil ikonoklazem cesarja Leona III. Izavrijca, v čemer je papež Gregor II. videl zadnjo v vrsti cesarskih herezij. Leta 797 je vzhodnorimskega cesarja Konstantina VI. njegova mati Irena Atenska odstranila in se razglasila za cesarico. Ker je latinska cerkev za poglavarja krščanskega sveta štela samo moškega rimskega cesarja, je papež Leon III. iskal kandidata za to dostojanstvo in pri tem izključil posvetovanje s carigrajskim patriarhom.
Karel Veliki je zaradi svojih zaslug pri obrambi papeških posesti pred Langobardi postal idealen kandidat. Na božični dan leta 800 ga je papež Leon III. okronal za cesarja in tako prvič po več kot treh stoletjih obnovil naslov cesarja na Zahodu. Kronanje je mogoče razumeti kot simbolično obračanje papeštva od propadajočega Bizantinskega cesarstva proti novi sili karolinške Frankovske. Karel Veliki je sprejel formulo Renovatio imperii Romanorum (obnova rimskega cesarstva). Leta 802 je strmoglavil Ireno Atensko in izgnal njenega naslednika Nikiforja I. Logoteta. Odslej sta spet vladala dva rimska cesarja.
Po smrti Karla Velikega leta 814 je cesarska krona prešla na njegovega sina Ludvika Pobožnega in po Ludvikovi smrti leta 840  na njegovega sina in sovladarja Lotarja I. Ozemlje Karla Velikega je bilo do takrat skladno z Verdunskim, Prümskim, Mersenskim in Ribmonskim sporazumom razdeljeno na več ozemelj. V poznem 9. stoletju so Lotarjev naslov cesarja izpodbijali karolinški vladarji Zahodnega frankovskega kraljestva ali Zahodne Frankovske in Vzhodnega frankovskega kraljestva ali Vzhodne Frankovske, najprej zahodni kralj Karel Plešasti in na nato vzhodni kralj Karel III. Debeli. Slednji je za nagrado za nekaj časa ponovno združil cesarstvo.
V 9. stoletju so Karel Veliki in njegovi nasledniki spodbujali intelektualni preporod, znan kot karolinška renesansa. Nekateri zgodovinarji menijo, da je karolinška renesansa omogočila naslednje renesanse, čeprav je v zgodnjem 10. stoletju oživitev že nekoliko pojenjala.
Po smrti Karla Debelega leta 888 je Karolinško cesarstvo razpadlo in ni bilo nikoli več obnovljeno. Vsi vladarji, ki jih je takrat papež kronal za cesarja, so vladali samo na ozemljih v Italiji. Zadnji med njimi je bil Berengar I., ki je umrl leta 924.

#### Pokarolinško Vzhodno frankovsko kraljestvo
Okoli leta 900 so v Vzhodnem frankovskem kraljestvu nastale avtonomne vojvodine Frankovska, Bavarska, Švabska, Saška in Lotaringija. Potem ko je karolinški kralj Ludvik Otrok leta 911 umrl brez potomcev, se Vzhodna Frankovska ni obrnila na karolinškega vladarja Zahodne Frankovske, da bi prevzel kraljestvo, ampak je namesto tega za kralja izvolila vojvodo  Konrada Frankovskega. Konrad je na smrtni postelji krono predal svojemu glavnemu tekmecu Henriku Ptičarju (vladal 919–936), ki je bil leta 919 na zboru v Fritzlarju izvoljen za kralja. Henrik je dosegel premirje s plenilskimi Madžari in jih leta 933 v bitki pri Riadi prvič porazil.
Henrik je leta 936 umrl, vendar so njegovi potomci Liudolfinci ali Otoni  vladali v Vzhodnemu frankovskem (ali Nemškemu) kraljestvu še približno sto let. Po smrti Henrika Ptičarja je bil za naslednika imenovan njegov sin Oton, ki je bil leta 936 v Aachnu izvoljen za kralja. Oton je zatrl vrsto uporov mlajšega brata in več vojvod in nato uspel obvladovati imenovanje vojvod. V upravnih zadevah je pogosto zaposloval tudi škofe. Vojvode večine večjih vzhodnofrankovskih vojvodin je zamenjal s svojimi sorodniki. Pri njihovem imenovanju je bil previden, da ne bi člani njegove lastne družine posegli v njegove kraljeve pravice.
Nastanek Svetega rimskega cesarstva
Leta 951 je Oton odšel na pomoč Adelajdi, ovdoveli kraljici Italije, premagal njene sovražnike, se z njo poročil in prevzel oblast nad Italijo. Leta 955 je v bitki pri Lechfeldu odločilno premagal Madžare.
Leta 962 je papež Janez XII. Otona okronal za cesarja, s čimer so se zadeve Nemškega kraljestva prepletle z zadevami Italije in papeštva. Otonovo kronanje za cesarja je nemške kralje označilo za naslednike cesarstva Karla Velikega in po načelu translatio imperii za naslednike starega Rima. Razcvet umetnosti, ki se je začel z vladavino Otona Velikega, je znan kot otonska renesansa. Njeno središče je bilo v Nemčiji, dogajala pa se tudi v severni Italiji in Franciji.
Oton je vzpostavil cesarski cerkveni sistem, pogosto imenovan »otonski cerkveni sistem rajha«, ki je povezal velike cesarske cerkvene enote in njihove predstavnike s cesarsko službo ter tako zagotovil »stabilen in dolgotrajen okvir za svojo državo«. V otonskem obdobju so imele vidno vlogo v političnih in cerkvenih zadevah cesarske ženske. Pogosto so združevale funkcije verskega voditelja in svetovalca, regenta ali sovladarja, zlasti Matilda Ringelheimska, Edgita/Edita, Adelajda Italijanska, Teofana in Matilda Quedlinburška.
Leta 963 je Oton odstavil papeža Janeza XII. in za novega papeža imenoval Leona VIII. Imenovanje je obnovilo spor z vzhodnim cesarjem v Konstantinoplu, zlasti potem, ko je Otonov sin Oton II. (vladal 967–983) prevzel naslov imperator Romanorum – cesar Rimljanov. Oton II. je kljub temu vzpostavil dinastično zvezo z vzhodom, ko se je poročil z bizantinsko princeso Teofano. Njun sin Oton III. je na prestol prišel že pri treh letih in bil do polnoletnosti leta 994 izpostavljen boju za oblast in vrsti regentstev. Do polnoletnosti je ostal v Nemčiji, medtem ko je v Rimu in delu Italije, navidezno namesto njega, vladal odstavljeni vojvoda Krescencij II.
Leta 996 je Oton III. za prvega nemškega papeža imenoval svojega bratranca Gregorja V. Rimsko plemstvo je sumničavo gledalo na tujega papeža in tuje papeške častnike in se je pod vodstvom Krescencija II. uprlo. Rim je nekaj časa branil nekdanji Otonov mentor, protipapež Janez XVI., dokler ga ni zasedel cesar Svetega rimskega cesarstva.
Oton je umrl mlad leta 1002. Nasledil ga je njegov bratranec Henrik II., ki se je osredotočil na Nemčijo. Diplomatske dejavnosti Otona III. in njegovega mentorja papeža Silvestra so sovpadale s pokristjanjevanjem in širjenjem latinske kulture v različne dele Evrope. Njun trajen dosežek je bil vključitev Slovanov v evropske okvire. Otonova zgodnja smrt je njegovo vladavino spremenila v »zgodbo o pretežno neizkoriščenem potencialu«.
Po smrti Henrika II. leta 1024 je bil po nekaj prerekanjih med vojvodami in plemiči za njegovega naslednika izvoljen Konrad II., prvi iz Salijske dinastije. Ta skupina plemičev se je nazadje razvila v kolegij elektorjev. 
Sveto rimsko cesarstvo so zdaj tvorila štiri kraljestva:
- Nemško kraljestvo (del cesarstva od leta 962),
- Kraljevina Italija (od leta 962 do 1801),
- Kraljevina Češka (od leta 1002 kot vojvodina, povišana v kraljestvo leta 1198) in
- Kraljevina Burgundija (od 1032 to 1378).

### Razviti srednji vek

#### Spor o investituri s papežem Gregorjem VII.
Cesarji so v upravnih zadevah pogosto zaposlovali škofe in določali, kdo bo imenovan na visoke cerkvene položaje. Po Gregorijanskih reformah, ki so zadevale neodvisnost duhovščine in obnovo njene moralne celovitosti, je postalo vmešavanje cesarjev v cerkvena imenovanja vse bolj sporno. Reformatorsko naravnani papež Gregor VII. je bil odločen nasprotovati takšnim praksam, kar je privedlo do spora o investituri s Henrikom IV. (vladal 1056–1106), rimskim kraljem in cesarjem Svetega rimskega cesarstva.
Henrik IV. je zavrnil papeževo vmešavanje v državne posle in prepričal svoje škofe, da so papeža izobčili. Papeža je ponižujoče naslavljal kar z njegovim rojstnim imenom Hildebrand in ne z njegovim uradnim imenom papež Gregor VII. Papež je nato kralja izobčil, ga razglasil za odstavljenega in razveljavil prisege zvestobe, dane Henriku. Kralj je izgubil skoraj vso politično podporo in bil leta 1077 prisiljen opraviti slavno romanje v Canosso, s katerim je za ceno ponižanja dosegel odpravo izobčenja. Nemški knezi so medtem izvolili drugega kralja, Rudolfa Švabskega.
Henriku je uspelo premagati Rudolfa, vendar se je kasneje soočal z novimi upori, ponovnim izobčenjem in celo uporom svojih sinov. Po njegovi smrti je njegov drugi sin Henrik V. dosegel sporazum s papežem in škofi v konkordatu iz Wormsa leta 1122. Politična moč cesarstva se je ohranila, vendar je spopad pokazal meje vladarjeve oblasti, zlasti glede Cerkve, in oropal kralja sakralnega statusa, ki ga je prej užival. Papež in nemški knezi so se pokazali kot glavni akterji v političnem sistemu cesarstva.

#### Širjenje proti vzhodu
Širjenje cesarstva proti vzhodu (nemško Ostsiedlung) je povzročilo, da se je na redko poseljna obmejna območja v današnji zahodni Poljski in Češki naselilo veliko nemško govorečih priseljencev. Šlezija je postala del Svetega rimskega cesarstva zaradi prizadevanj lokalnih pjastovskih vojvod za neodvisnost od poljske krone. Od poznega 12. stoletja je bilo pod vrhovno oblastjo Svetega rimskega cesarstva tudi  Pomorjansko. Zaradi osvajanj Tevtonskega viteškega reda je Prusija postala nemško govoreča dežela.

#### Staufovci
Ko je leta 1125 s smrtjo Henrika V. Salijska dinastija izumrla, so se knezi odločili, da za njegovega naslednika ne bodo izvolili nekoga iz svojih vrst, temveč zmerno močnega, a že starega saškega vojvodo Lotarja Supplinburški. Po njegovi smrti so knezi znova preverjali kraljevo moč in za Lotarjevega naslednika niso izvolili Lotarjevega izbranca, njegovega zeta Henrika Ponosnega iz družine Welf, temveč Konrada III. iz družine Hohenstaufen, vnuka cesarja Henrika IV. in nečaka cesarja Henrika V. Izvolitev je povzročila stoletje sporov med Staufovci in Welfi. Konrad je Welfe izgnal z njihovih posesti, njegov nečak in naslednik  Friderik I. Barbarossa pa se je z Welfi pomiril in svojemu bratrancu Henriku Levu vrnil njegove, sicer okrnjene, posesti.
Staufovci so čedalje pogosteje posojali zemljo ministerialom, nekdanjim vojaškim najemnikom, za katere je Friderik menil, da bodo zanesljivejši zavezniki od vojvod. Ta novi družbeni razred, ki je sprva opravljal predvsem vojaške službe, je bil osnova poznejših vitezov, še enega temelja cesarske moči. Nadaljnja pomembna ustavna poteza je bila vzpostavitev novega pravnega mehanizma za celotno cesarstvo, imenovanega Landfrieden. Prvi z njim povezan cesarski odlok izdal Henrik IV. v Mainzu leta 1103.
Landfrieden je bil poskus odpraviti zasebne fevde med številnimi vojvodami in zasebniki ter vključiti cesarjeve podanike v pravni sistem sodne oblasti in javnega pregona kaznivih dejanj – predhodnika sodobnega koncepta »vladavine prava«. Drug nov koncept iz tega časa je bilo sistematično ustanavljanje novih mest. Ustanavljali so jih tako cesarji kot lokalni vojvode. Ustanovitve so bile deloma posledica populacijske eksplozije, na drugi strani pa se je v mestih na strateških lokacijah koncentrirala tudi gospodarska moč. Pred tem so mesta obstajala le okoli starih rimskih utrdb in škofij. Med mesti, ustanovljenimi v 12. stoletju, sta bila Freiburg, ki je postal verjetno gospodarski model za mnoga kasnejša mesta, in München.
Friderik I., znan tudi kot  Friderik Barbarosa, je bil okronan za cesarja leta 1155. Poudarjal je »rimskost« cesarstva, deloma zato, da bi upravičil moč cesarja, neodvisnega od zdaj okrepljenega papeža. Cesarska skupščina na poljanah Roncaglia leta 1158 je ponovno zahtevala cesarske pravice po zgledu na Corpus iuris ivilis, zakonik civinega prava cesarja Justinijana I. Cesarske pravice, od polemike o investituri imenovane regalije, so bile prvič eksplicitno naštete prav pri Roncaglii. Izčrpen seznam je vključeval javne ceste, tarife, kovanje denarja, pobiranje sodnih pristojbin ter imenovanje in odstavljanje nosilcev funkcij.
Friderikova politika je bila usmerjena predvsem v Italijo, kjer se je spopadal z vse bolj bogatimi in svobodomiselnimi mesti na severu, zlasti z Milanom. Zapletel se je tudi v nov spor s papeštvom, ko je podprl kandidata, ki ga je izvolila manjšina proti papežu Aleksandru III. (1159–1181). Friderik je podpiral vrsto protipapežev, preden je leta 1177 z Aleksandrom končno sklenil mir. V Nemčiji je cesar večkrat zaščitil Henrika Leva iz hiše Welf pred pritožbami rivalskih knezov in mest, zlasti Münchna in Lübecka. Henrik je bolj mlačno podpiral Friderikovo politiko in v kritični situaciji med italijanskimi vojnami celo zavrnil cesarjevo prošnjo za vojaško podporo. Po vrnitvi v Nemčijo je zagrenjeni Friderik Henrika javno obtožil izdaje in mu zaplenil vse posesti. Leta 1190 je Friderik sodeloval v tretji križarski vojni in umrl v Armenski kraljevini Kilikiji.
V obdobju Staufovcev se je začelo naseljevanje dežel na vzhodu, nenaseljenih ali redko poseljenih z Zahodnimi Slovani. Na ta območja so se preselili nemško govoreči kmetje, trgovci in obrtniki iz zahodnega dela cesarstva, tako kristjani kot Judje. Postopna germanizacija teh dežel je bila kompleksen pojav, ki ga ne bi smeli razlagati v pristranskih okvirih nacionalizma 19. stoletja. Naseljevanje je razširilo vpliv cesarstva na Pomorjansko in Šlezijo in sprožilo sklepanje zakonskih zvez lokalnih, večinoma slovanskih vladarjev, z nemškimi partnerji. Poljski vojvoda Konrad II. Mazovski je v vojni s poganskimi Prusi leta 1226 na pomoč poklical tevtonske viteze. Meniška Država Tevtonskega reda (nemško Deutschorderensstaat) in njena kasnješa nemška naslednica Vojvodina Prusija nista bili nikoli del Svetega rimskega cesarstva.
Pod Henrikom VI., sinom in naslednikom Friderika Barbarosse, je dinastija Hohenstaufen dosegla svoj vrhunec s priključitvijo normanskega Sicilskega kraljestva s Henrikovo poroko s Konstanco Sicilsko. Češka in Poljska sta bili cesarska fevda, cesarstvu pa sta se poklonila tudi Ciper in Mala Armenija. Ibersko-maroški kalif je sprejel Henrikove zahteve glede vrhovne oblasti nad Tunizijo in Tripolitanijo ter plačal davek. V strahu pred Henrikom, najmočnejšim evropskim monarhom po Karlu Velikemu, so drugi evropski kralji sklenili proticesarsko koalicijo. Henrik je koalicijo razbil z izsiljevanjem angleškega kralja Riharda Levjesrčnega. Bizantinskega cesarja Izaka II. Angela je skrbelo, da bo Henrik svoj križarski pohod obrnil proti njegovemu cesarstvu, in se začel pripravljati na morebiten napad.
Henrik je načrtoval cesarstvo spremeniti v dedno monarhijo, vendar je to naletelo na nasprotovanje nekaterih knezov in papeža. Cesar je leta 1197 nenadoma umrl, kar je povzročilo delni razpad njegovega imperija. Ker je bil Henrikov sin Friderik II., čeprav je bil že izvoljen za kralja, še otrok in je živel na Siciliji, so se nemški knezi odločili izvoliti odraslega kralja in izbrali Filipa Švabskega. Po Filipovem umoru v zasebnem sporu leta 1208 je do leta 1218 vladal Oton IV.
Papež Inocenc III. je v strahu pred grožnjo, ki jo predstavlja zveza cesarstva in Sicilije, podprl Friderika II., ki je vkorakal v Nemčijo in premagal Otona. Po zmagi Friderik ni izpolnil svoje obljube, da bosta obe kraljestvi ostali ločeni. Za kralja Sicilije je pred odhodom v Nemčijo sicer postavil svojega sina Henrika, vendar je politično moč pridržal zase. To se je nadaljevalo tudi potem, ko je bil leta 1220 okronan za cesarja. Zaradi strahu pred Friderikovo koncentracijo moči ga je papež izobčil. 
Druga sporna točka med papežem in cesarjem je bila križarska vojna, ki jo je Friderik obljubil, a večkrat odložil. Friderik je kljub izobčenju leta 1228 vodil šesto križarsko vojno, ki se je končala s pogajanji in začasno obnovitvijo Jeruzalemskega kraljestva.
Friderikova vladavina je bila velika prelomnica, usmerjena proti razpadu centralne oblasti v cesarstvu. Cesar, ki je bil osredotočen na vzpostavitev moderne, centralizirane države na Siciliji, je bil večinoma odsoten iz Nemčije in je izdal daljnosežne privilegije nemškim posvetnim in cerkvenim knezom. S Confoederatio cum principibus ecclesiasticis (Sporazum s cerkvenimi knezi) iz leta 1220 se je odrekel številnim regalijam v korist škofov, med njimi tarifam, kovanju denarja in trdnjavam. Statutum in favorem principum (Statut v korist knezov) iz leta 1232 je te privilegije večinoma razširil na posvetna ozemlja. Čeprav je veliko teh privilegijev obstajalo že prej, so bili zdaj podeljeni globalno in enkrat za vselej, da bi nemškim knezom omogočili vzdrževanje reda severno od Alp, medtem ko se je Friderik osredotočil na Italijo. Dokument iz leta 1232 je prvič omenil, da so bili nemški knezi imenovani domini terræ, lastniki svojih zemljišč, kar pomeni izjemno spremembo tudi v terminologiji.

#### Volilna monarhija
Nemški kralj Oton I. Veliki je poskušal vzpostaviti močno kraljevo oblast in zlomiti odpor plemenskih vojvod. Za državne službe je vse pogosteje izbiral opate in škofe. S tem je postavil temelje za ustanovitev cerkvenih kneževin. Na drugem pohodu v Italijo je leta 962 v Rimu od papeža dobil cesarsko krono in tako deloma obnovil državo Karla Velikega. Krona Svetega rimskega cesarstva je bila odtlej vezana na nemškega kralja. Papež si je lastil pravico da sodeluje pri izboru cesarja.
Nemške kralje so sprva volili vsi državni knezi, kasneje pa le pomembnejši knezi, praktično tisti, ki so bili konkurenti za položaj kralja in nekateri nadškofi, ki bi lahko izvolitev preprečili. Njihov krog ni bil natančno določen in je bil velikokrat sporen, kar je vodilo do izvolitev po dveh kraljev istočasno. Nemški kralj Karel IV. Luksemburški je (potem ko je leta 1355 postal cesar) leta 1356 z zlato bulo uzakonil natančen način izvolitev in kronanja rimsko-nemških kraljev, ki je potem veljal, z nekaterimi spremembami, do ukinitve cesarstva leta 1806. Z zlato bulo je bilo določeno, da izvoli nemškega kralja sedem volilnih knezov: saški vojvoda, brandenburški mejni grof, češki kralj, renski palatin in nadškofi Triera, Mainza in Kölna. Volilni knezi so bili najvišji v rangu državnih stanov, državnem zboru (Reichstagu), skupaj s cesarjem predstavljali in upravljali cesarstvo. Istočasno so bili tudi cesarjevi tekmeci za pristojnosti pri upravljanju države.

#### Kraljevina Češka
Kraljevina Češka je bila v srednjem veku pomembna regionalna sila. Leta 1212 je kralj Otokar I. Češki, ki je imel že od leta 1198 naziv kralj, uspel s spretnim političnim manevriranjem doseči, da je cesar Friderik II. s Sicilsko zlato bulo njega in njegove potomce povzdignil v češke in moravske kralje. Češke politične in finančne obveznosti do cesarstva so se postopoma zmanjšale. Češki kralji so bili oproščeni vseh bodočih obveznosti do Svetega rimskega cesarstva, razen udeležbe v cesarskem svetu (Reichstag), če je zasedal blizu češke meje. Cesar Karel IV. je za sedež svetega rimskega cesarja izbral Prago in jo tako povzdignil v prestolnica Svetega rimskega cesarstva.

#### Medvladje
Po smrti Friderika II. leta 1250 je bilo nemško kraljestvo razdeljeno med njegovega sina Konrada IV.  (umrl 1254) in protikralja Viljema II. Holandskega (umrl 1256). Konradovi smrti je sledilo medvladje, v katerem noben kralj ni mogel doseči splošnega priznanja, kar je knezom omogočilo, da so utrdili svojo oblast in postali še bolj neodvisni od vladarja. Po letu 1257 sta se za krono potegovala Rihard Cornwallski, ki ga je podpirala gvelfska stranka, in Alfonz X. Kastiljski, ki ga je priznavala stranka Hohenstaufenov, vendar nikoli ni stopil na nemška tla. Po Rihardovi smrti leta 1273 je bil za kralja izvoljen Rudolf I. Nemški, manjši hohenstaufensko naravnan grof. Bil je prvi Habsburžan s kraljevim naslovom, a nikoli okronan za cesarja. Po Rudolfovi smrti leta 1291 sta vladala še dva šibka kralja, Adolf Nassauski in Albert I. Habsburški, ki nista bila nikoli okronana za cesarja.
Albert je bil leta 1308 umorjen. Francoski kralj Filip IV. je skoraj takoj zatem začel agresivno iskati podporo za svojega brata Karla Valoiškega, da bi bil izvoljen za naslednjega nemškega kralja. Filip je menil, da ima podporo francoskega papeža Klemna V., ustoličenega v Avignonu leta 1309. Obeti, da bo cesarstvo pripeljal v politično domeno francoske kraljeve hiše, so bili dobri. Kralj je razkošno trošil francoski denar v upanju, da bo z njim podkupil nemške elektorje. Karel Valoiški je imel podporo profrancosko naravnanega kölnskega nadškofa Henrika, vendaj je bilo veliko takih, ki niso bili navdušeni nad širitvijo francoske moči, še najmanj pa Klemen V., Karlov glavni tekmec je bil grof Renskega palatinata Rudolf II.
Elektorji, veliki zemljiški magnati, ki so desetletja živeli brez kronanega cesarja, so bili nezadovoljni tako s Karlom kot z Rudolfom. Namesto enega od njiju je bil s pomočjo svojega brata, trierskega nadškofa Baldwina, 27. novembra 1308 v Frankfurtu s šestimi glasovi za izvoljen Henrik VII. Luksemburški. Čeprav je bil Henrik Filipov vazal, je bil vezan z malo nacionalnimi vezmi in zato primeren kot kompromisni kandidat. Henrik VII. je bil 6. januarja 1309 v Aachnu okronan za kralja. Za cesarja ga je kronal papež Klemen V. 29. junija 1312 v Rimu, s čimer se je končalo medvladje.

#### Spremembe politične strukture
V 13. stoletju so splošne strukturne spremembe v rabi zemlje povzročile premik politične moči proti vzhajajoči buržoaziji  na račun fevdalne aristokracije, značilne za pozni srednji vek. Vzpon mest in novega družbenega razreda, meščanstva, je načel socialni, pravni in gospodarski red fevdalizma. Denar je vse bolj postajal sredstvo, ki predstavljalo gospodarsko vrednost v kmetijstvu.
Kmetje so morali vedno bolj plačevati davek svojim zemljiškim gospodom. Koncept lastnine je začel nadomeščati starejše oblike pristojnosti, čeprav so te še vedno ostale. Na deželi, ne na ravni cesarstva, se je oblast začela združevati: lastnik zemlje je imel v svojih rokah tudi sodstvo, iz katerega so izhajale še druge oblasti. Sodstvo takrat še ni vključevalo zakonodaje, ki tako rekoč ni obstajala vse do poznega 15. stoletja. Sodna praksa se je močno naslanjala na tradicionalne običaje ali pravila, opisana kot običajna.
V tem času so se ozemlja začela preoblikovati v predhodnike modernih držav. Proces se je močno razlikoval med različnimi deželami in je bil najbolj napreden na ozemljih, ki so bila najbolj identična z deželami starih Germanov, npr. Bavarska. Na razdrobljenih ozemljih, podeljenih s cesarskimi privilegiji, je bil procces počasnejši.
V 12. stoletju se je Hanzeatska zveza uveljavila kot trgovska in obrambna zveza mestnih trgovskih cehov v cesarstvu in po vsej severni in srednji Evropi. Obvladovala je pomorsko trgovino v Baltskem in Severnem morju in z njima povezanimi plovnimi rekami. Vsako od pridruženih mest je ohranilo pravni sistem svojega suverena in imelo, z izjemo svobodnih cesarskih mest, omejeno politično avtonomijo. Do poznega 14. stoletja je mogočna zveza uveljavljala svoje interese tudi z vojsko, če je bilo potrebno. Vojaški posegi so dosegli vrhunec v vojni s suvereno Kraljevino Dansko od leta 1361 do 1370. Moč zveze je po letu 1450 upadla.

### Pozni srednji vek

#### Vzpon ozemelj po Staufovcih
Težave pri izvolitvi kralja so sčasoma pripeljale do nastanka stalnega kolegija volilnih knezov (Kurfürsten), katerih sestava in postopki so bili določeni v Zlati buli 1356, ki je bila v veljavi do leta 1806. Ta razvoj verjetno najbolje simbolizira nastajajoča dvojnost med cesarjem in svetom (Kaiser und Reich), ki nista bila več enaka. Zlata bula je urejala tudi volilni sistem Svetega rimskega cesarja. Cesar je moral zdaj biti izvoljen z večino, namesto s soglasjem vseh sedmih elektorjev. Položaj elektorjev je postal deden. Elektorji so dobili pravico do kovanja denarja in izvajanja sodne oblasti. Priporočeno je bilo tudi, da se njihovi sinovi učijo jezikov cesarstva – nemščine, latinščine, italijanščine in češčine.
Odločitev Karla IV. je predmet razprav: po eni strani je pomagala obnoviti mir v deželah cesarstva, ki so jih po koncu staufovskega obdobja zajeli državljanski spopadi, po drugi strani pa je nedvomno zadala udarec centralni oblasti. Thomas Brady ml. meni, da je bil namen Karla IV. končati sporne kraljeve volitve. Z vidika Luksemburžanov je imela odločitev to prednost, da je imel češki kralj stalen in vodilni status volilnega kneza. Karel IV. je hkrati zgradil luksemburško Češko kot osrednjo deželo cesarstva in svojo dinastično bazo. Njegovo vladanje na Češkem se pogosto šteje za zlato dobo dežele. Pod vsem bliščem se je vseeno pojavila težava: vlada je bila nezmožna spopadati se z valovi nemških priseljencev na Češko, kar je vodilo v verske napetosti in preganjanja. Cesarski projekt Luksemburžanov se je ustavil pod Karlovim sinom Venčeslavom IV. (vladal 1378–1419 kot kralj Češke, 1376–1400 kot kralj Rimljanov), ki se je soočal tudi z nasprotovanjem 150 lokalnih plemiških družin.
Premik oblasti stran od cesarja se kaže tudi v tem, kako so kralji po Staufovcih poskušali ohraniti svojo oblast. Prej sta bila moč in finance cesarstva v veliki meri odvisna od cesarskih posesti, imenovanih Reichsgut. Reichsgut je vedno pripadal aktualnemu kralju in vključeval številna cesarska mesta. Po 13. stoletju je pomen Reichsguta zbledel, čeprav so nekateri njegovi deli ostali do konca cesarstva leta 1806. Reichsgut so vse pogosteje zastavljali lokalnim vojvodam, včasih za zbiranje denarja za cesarstvo, pogosteje pa kot nagrada za zvesto služenje ali kot poskus vzpostavitve nadzora nad vojvodami. Neposredno upravljanje Reichsguta ni več ustrezalo potrebam niti kralja niti vojvod.
Kralji, začenši z Rudolfom I. Habsburškim, so svojo moč vedno bolj opirali na dežele svojih dinastij. V nasprotju z Reichsgutom, ki je bil večinoma razpršen in ga je bilo težko upravljati, so bila ta ozemlja razmeroma kompaktna in zato laže obvladljiva. Rudolf I. je leta 1282 lastnim sinovom zastavil Avstrijo in Štajersko. Za njim so se vsi kralji in cesarji opirali na dežele svoje družine (Hausmacht): Ludvik IV. Wittelsbaški  (kralj 1314, cesar 1328–1347) se je opiral na svoje dežele na Bavarskem, Karel IV. Luksemburški, vnuk Henrika VII., pa je črpal moč iz svojih dežel na Češkem. Interes kraljev je vedno bolj postajala krepitev moči v lastnih deželah.

#### Cesarske reforme
»Ustava« cesarstva je bila na začetku 15. stoletja še vedno v veliki meri nedorečena. Med lokalnimi vladarji je pogosto prihajalo do sporov. »Roparski baroni«  (Raubritter) so postali družbeni dejavnik.
Krizo je hkrati doživljala tudi katoliška cerkev, kar je imelo obsežne posledice tudi v cesarstvu. Konflikt med več papeškimi kandidati - dvema protipapežema in »legitimnim« papežem, se je končal šele s Konstanškim koncilom (1414–1418). Po letu 1419 je papeštvo večino svoje energije usmerilo v zatiranje husitov na Češkem. Srednjeveška zamisel o združitvi vsega krščanstva v eno samo politično entiteto s Cerkvijo in cesarstvom kot vodilnima institucijama, je začela propadati.
Hkrati s temi drastičnimi spremembami se je v 15. stoletju pojavilo veliko razprav o cesarstvu samem. Pravila iz preteklosti niso več ustrezala takratni družbi, zato je bilo nujno potrebno okrepiti prejšnji Landfrieden.
Vizija hkratne reforme cesarstva in Cerkve na osrednji ravni se je začela s Sigismundom Luksemburškim (vladal 1433–1437, kot cesar od 1411), ki je imel po besedah zgodovinarja Thomasa Bradyja ml. »širino in občutek veličine, kakršnega pri nemškem monarhu od 13. stoletja dalje ni bilo«. Zaradi zunanjih težav, samopovzročenih napak in izumrtja luksemburške moške linije je ta vizija ostala neuresničena.
Njegov naslednik Friderik III. Habsburški je bil glede reformnega gibanja v cesarstvu zelo previden. Večino svojega vladanja je reformo obravnaval kot grožnjo svojim cesarskim pravicam. Izogibal se je neposrednih spopadov, ki bi lahko vodili v ponižanje, če knezi ne bi hoteli popustiti. Po letu 1440 so reformo cesarstva in Cerkve podpirale in vodile lokalne in regionalne oblasti, zlasti lokalni knezi.
V zadnjih letih Friderikovega vladanja je bilo več pritiska za ukrepanje tudi z višjih ravni. Bertold von Henneberg, nadškof Mainza, ki je govoril v imenu reformatorsko usmerjenih knezov, ki so želeli reformirati cesarstvo brez krepitve cesarskega položaja, je izkoristil Friderikovo željo, da organizira cesarske volitve za svojega sina Maksimiljana I.  Friderik III. je v zadnjih letih svojega vladanja predsedoval začetni fazi cesarske reforme, ki se je v glavnem udejanila pod njegovim sinom Maksimilijanom. Sam Maksimilijan je bil bolj odprt za reforme, čeprav je hkrati želel ohraniti in povečati cesarske pravice. Ko se je Friderik leta 1488 umaknil v Linz, je Maksimilijan kompromisno deloval kot posrednik med knezi in svojim očetom. Ko je po Friderikovi smrti postal samostojen vladar, je nadaljeval politiko posredništva in deloval kot nepristranski sodnik med možnostmi, ki so jih predlagali knezi.

##### Ustvarjanje institucij
Glavni ukrepi za reformo so bili sprejeti leta 1495 na Reichstagu v Wormsu.
Cesarstvo je dobilo nov organ, Reichskammergericht (Cesarsko komorno sodišče), ki naj bi bilo v veliki meri neodvisno od cesarja. Za njegovo financiranje je bil uveden nov davek, Gemeiner Pfennig (skupni fenig), vendar so ga pobirali samo pod Karlom V. in Ferdinandom I., in še to ne v celoti.
Kot rivala Reichskammergericht je Maksimilijan leta 1497 ustanovil Reichshofrat (Cesarski dvorni svet) s sedežem na Dunaju. Med Maksimilijanovim vladanjem Reichshofrat ni bil priljubljen. Dolgoročno sta v državi obstajali dve sodišči, katerih pristojnosti so se včasih prekrivale.
Leta 1500 se je Maksimilijan strinjal z ustanovitvijo organa, imenovanega Reichsregiment – Cesarska vlada. Centralna cesarska vlada, sestavljena iz dvajsetih članov, vključno z volilnimi knezi in cesarjem ali njegovim predstavnikom kot predsednikom, je bila prvič sestavljena leta 1501 v Nürnbergu. Maksimilijan je v novi ustanovi videl zlo, stanovi pa je niso podprli. Novi organ se je izkazal za politično šibkega in njegova moč se je leta 1502 vrnila k Maksimilijanu.
Najpomembnejše vladne spremembe so bile usmerjene v srce režima: Dvorno pisarno. Na začetku Maksimilijanove vladavine je Dvorna pisarna v Innsbrucku tekmovala s Cesarsko pisarno, ki jo je kot višji cesarski kancler vodil volilni nadškof Mainza. Maksimilijan je z usmerjanjem političnih zadev na dvorno pisarno na Tirolskem v Avstriji postopoma centraliziral svojo oblast. Pisarni sta se leta 1502 združili. Leta 1496 je cesar v Innsbrucku ustanovil Splošno zakladnico (Hofkammer), ki je postala odgovorna za vse dedne dežele. Temu organu je bila podrejena Računska zbornica (Raitkammer) na Dunaju.  Pod Paulom von Liechtensteinom so bile Hofkammer zaupane ne le zadeve dednih dežel, temveč tudi zadeve Maksimilijana kot nemškega kralja.

##### Uvedba rimskega prava
Na zboru v Wormsu leta 1495 je bil pospešen in formaliziran sprejem rimskega prava. Rimsko pravo je postalo zavezujoče na nemških sodiščih, razen v primerih, ko je bilo v nasprotju z lokalnimi zakoni. V praksi je veljalo po vsej Nemčiji 
in je v veliki meri izpodrinilo nemško lokalno pravo, čeprav je slednje še vedno veljalo na nižjih sodiščih. Uvedba je poleg želje po pravni enotnosti poudarilo tudi kontinuiteto med starim Rimskim cesarstvom in Svetim rimskim cesarstvom. Da bi uresničil svojo odločenost reformirati in poenotiti pravni sistem, je cesar pogosto osebno posredoval v lokalnih pravnih zadevah, da bi novo pravo prevladalo nad lokalnimi zakoni in običaji. Takšna praksa je bila pogosto deležna ironije in zaničevanja lokalnih svetov, ki so želeli zaščititi lokalno zakonodajo.
Pravna reforma je resno oslabila starodavna femska sodišča (Vehmgericht) ali tajna vestfalska sodišča, za katera je tradicionalno veljalo, da jih je ustanovil Karel Veliki. Ta teorija se zdaj zdi malo verjetna. Femska sodišča so bila popolnoma ukinjena šele leta 1811 po ukazu Jérôma Bonaparteja.

##### Nacionalna politična kultura
Maksimilijan I. in Karel V., sta kjub temu, da sta bila osebno internacionalista, prva mobilizirala retoriko nacije, ki so jo sodobni humanisti trdno identificirali z rajhom. S spodbudo Maksimilijana in njegovih humanistov so bile ponovno uvedene ali postale bolj opazne ikonične duhovne osebnosti. Humanisti so ponovno odkrili Tacitovo Germanio. Po mnenju Petra H. Wilsona je cesar na novo izumil žensko figuro Germanijo kot krepostno mater Svetega rimskega cesarstva nemškega naroda. Whaley nadalje trdi, da so kljub kasnejšemu verskemu razkolu »domoljubni motivi, ki so se razvili med Maksimilijanovo vladavino, tako s strani Maksimilijana samega kot s strani humanističnih piscev, ki so se mu odzvali, tvorili jedro nacionalne politične kulture«.
Maksimilijanova vladavina je bila tudi priča postopnega nastanka skupnega nemškega jezika. V tem sta imela pomembno vlogo Cesarsko sodišče in sodišče wettinskega volilnega kneza Friderika Modrega. Razvoj tiskarstva in uvedba poštnega sistema, prvega sodobnega na svetu, ki ga je s pomočjo 
Friderika III. in Karla Drznega organiziral Maksimilijan I., sta povzročila revolucijo v komunikaciji in omogočil širjenje idej. Za razliko od razmer v bolj centraliziranih državah je decentralizirana narava imperija oteževala cenzuro.

##### Utrjevanje oblasti
Maksimilijan je bil »po 250 letih prvi cesar Svetega rimskega cesarstva, ki ni bil samo vladar, ampak je tudi vladal«. V zgodnjem 16. stoletju je bil pravi gospodar cesarstva, čeprav je njegova moč v zadnjem desetletju pred njegovo smrtjo oslabela. Benjamin Curtis meni, da je Maksimilijan sicer ni mogel v celoti oblikovati skupne vlade svojih dežel, čeprav sta se kancler in dvorni svet v posameznih zadevah usklajevala, okrepil pa je ključne upravne funkcije v Avstriji in ustanovil osrednje urade za finančne, politične in sodne zadeve. Ti uradi so nadomestili fevdalni sistem in postali predstavniki sodobnejšega sistema, ki so ga vodili profesionalizirani uradniki. Po dveh desetletjih reform je cesar obdržal položaj prvega med enakimi, cesarstvo pa je dobilo skupne institucije, preko katerih je cesar delil oblast z deželnimi stanovi.
Do zgodnjega 16. stoletja so habsburški vladarji postali najmočnejši v Evropi, vendar je njihova moč temeljila na njihovi monarhiji kot celoti in ne le na Svetem rimskem cesarstvu. Maksimilijan je resno razmišljal o združitvi burgundskih dežel, podedovanih po ženi Mariji Burgundski, s svojimi avstrijskimi deželami, da bi oblikovali močno jedro, ki bi se nato razširilo tudi proti vzhodu. Po nepričakovani priključitvi Španije h habsburškemu imperiju je v neki točki nameraval Avstrijo, povzdignjeno v kraljestvo, zapustiti svojemu mlajšemu vnuku Ferdinandu. Karel V. je kasneje večino burgundskih dežel prepustil španski veji Habsburžanov.

#### Zgodnji kapitalizem
Partikularizem, ki je na eni strani preprečil centralizacijo imperija, je na drugi strani povzročil razvoj zgodnjega kapitalizma. V italijanskih in hanzeatskih mestih, kot so bila Genova in Benetke ter Hamburg in Lübeck, so se pojavili vojščaki-trgovci in začeli pleniti in hkrati trgovati s pomorskimi imperiji. Te prakse so že pred letom 1500 začele opuščati, vendar so se uspele razširiti na evropsko oceansko obrobje na Portugalsko, Španijo, Nizozemsko in Anglijo, kjer so »izzvale posnemanje v oceanskem obsegu«. William Thompson in M.N. Pearsonom se strinjata, da se je ta izrazito evropski pojav zgodil, ker so tako italijanska kot hanzeatska mesta trpela zaradi pomanjkanja virov, bila majhna tako po velikosti kot po številu prebivalcev, njihovi vladarji, katerih družbeni položaj ni bil veliko višji od položaja trgovcev, pa so zato spodbujali trgovanje. Vladarji azijskih kraljestev so imeli na razpolago precejšnje vire. Njihovi prihodki so bili vezani na zemljo in niso imeli interesa spodbujati razvoj razreda trgovcev.
V 50. letih 14. stoletja je gospodarski razvoj v južni Nemčiji povzročil nastanek bančnih imperijev, kartelov in monopolov v mestih kot so Ulm, Regensburg in Augsburg. Zlasti Augsburg, povezan s slavnimi družinami Fugger, Welser in Baumgartner, velja za prestolnico zgodnjega kapitalizma.
 Augsburg je imel veliko koristi od ustanovitve in širitve Cesarske državne pošte v poznem 15. in zgodnjem 16. stoletju. Z razširitvijo poštnega sistema iz Innsbrucka do Benetk ter Bruslja in Antwerpna, se je začelo zbliževati tudi tržišče informacij. Ker so Fuggerji in druge trgovske družbe ustanovile svoje najpomembnejše podružnice v vseh pomembnih mestih, so dostop do tega sistema dobili tudi ti trgovci. »Odkritje« vodnih poti v Indijo in Novi svet so premaknila težišče evropskega gospodarskega razvoja s Sredozemlja na Atlantik – iz Benetk in Genove v Lizbono in Antwerpen. Razvoj rudarjenja v Amerikah je zmanjšal pomen ogrskega in tirolskega rudnega bogastva. Notranjost evropske celine je ostala brez izhoda na morje vse do izgradnje primernih kopenskih transportnih poti in sistema kanalov. Gospodarski vrhunec, ki ga je Nemčija dosegla v obdobju med letoma 1450 in 1550, se je ponovil šele konec 19. stoletja.
V nizozemskem delu cesarstva so se finančna središča razvila skupaj z blagovnimi trgi. Antwerpen je v 15. stoletju postal pristaniško mesto. Okrepljen s privilegiji, ki jih je prejel kot lojalno mesto po flamskih uporih proti Maksimilijanu, je postal vodilno pristaniško mesto v severni Evropi in obvladoval izjemnih 40 % svetovne trgovine. Zaradi sporov s habsburško-špansko vlado leta 1576 in 1585 so se trgovci preselili v Amsterdam, ki ga je sčasoma postal vodilno pristaniško mesto zahodne Evrope.

### Reformacija in renesansa
Leta 1516 je umrl Ferdinand II. Aragonski, stari oče bodočega cesarja Svetega rimskega cesarstva Karla V. Karel V. je svojo vladarsko kariero začel v Kastiliji in Aragoniji, povezanima z njegovo materjo Ivano Kastiljsko.
Ko je Karel že vladal v Španiji kot Karel I., je leta 1519 prevzel tudi cesarski naslov kot Karel V. Sveto rimsko cesarstvo je na koncu pripadlo mlajši veji Habsburžanov v osebi Karlovega brata Ferdinanda I., medtem ko je starejša veja nadaljevala vladati v Španiji in burgundski dediščini v osebi Karlovega sina, španskega Filipa II. Na takšen razvoj dogodkov je vplivalo veliko dejavnikov, predvsem policentrični značaj evropske civilizacije in španske čezmorske posesti. Omenjajo se tudi verske napetosti, fiskalne težave in oviranje s strani zunanjih sil, vključno s Francijo in Osmanskim cesarstvom. Na bolj osebni ravni Karlu ni uspelo prepričati nemških knezov, da bi podprli njegovega sina Filipa, čigar »neroden in zaprt značaj ter pomanjkanje znanja nemškega jezika sta to podjetje obsodila na neuspeh«.
Preden se je leta 1517 začela Karlova vladavina v Svetem rimskem cesarstvu, je Martin Luter sprožil proces, ki se je kasneje imenoval reformacija. Cesarstvo se je razdelilo po verskih mejah, pri čemer so sever, vzhod in številna večja mesta – Strasbourg, Frankfurt in Nürnberg – postali protestantski, medtem ko so južne in zahodne regije ostale večinoma katoliške.
Na začetku Karlove vladavine je bil leta 1521 ponovno ustanovljen Reichsregiment (cesarska vlada), za katerega je Karel izjavil, da ga bo toleriral le v svoji odsotnosti in pod pogojem, da je njegov predsednik njegov predstavnik. Karel V. je bil v Nemčiji odsoten od leta 1521 do 1530. Podobno kot Reichsregiment, ustanovljen v zgodnjem 16. stoletju, tudi ta ni uspel vzpostaviti zvezne oblasti, neodvisne od cesarja, predvsem zaradi nestabilne udeležbe in razlik med knezi. Karel V. je leta 1547 v šmalkaldenski vojni premagal protestantske kneze, vendar je bil zagon izgubljen in protestantski stanovi so kljub vojaškemu porazu politično preživeli. V Augsburškem verskem miru leta 1555 je Karel V. prek svojega brata Ferdinanda uradno priznal pravico vladarjev, da izberejo katolicizem ali luteranstvo. Zwinglijanci, kalvinisti in radikalci v sporazum niso bili vključeni. Leta 1555 je bil za papeža izvoljen Pavel IV., ki se je postavil na stran katoliške Francije. Izčrpani Karel V. je dokončno opustil upanje na svetovni krščanski imperij.

### Barok
Nemčija je naslednjih šest desetletij uživala v relativnem miru. Na vzhodni fronti so jo ogrožali osmanski Turki, vendar bi vojna z njimi pomenila nadaljnje sklepanje kompromisov s protestantskimi knezi, zato se ji je cesar skušal na vsak način izogniti. Na zahodu je Porenje vse bolj zahajalo pod francoski vpliv. Po izbruhu nizozemskega upora proti Španiji je cesarstvo ostalo nevtralno, kar je de facto omogočilo, da je Nizozemska leta 1581 zapustila cesarstvo. Stranski učinek odhoda je bila kölnska vojna, ki je opustošila velik del zgornjega Porenja. Cesar Ferdinand III. je leta 1653 uradno sprejel nizozemsko nevtralnost, kar je ratificiral Reichstag leta 1728.
Po Ferdinandovi smrti leta 1564 je postal cesar njegov sin Maksimilijan II., ki je tako kot njegov oče sprejel obstoj protestantizma in občasno sklepal kompromise z njim. Maksimilijana je leta 1576 nasledil Rudolf II., ki je dajal prednost klasični grški filozofiji pred krščanstvom in živel izolirano na Češkem. Ko je katoliška cerkev na silo ponovno vzpostavila oblast v Avstriji in na Ogrskem, se je bal ukrepati, kar je povzročilo razburjenje protestantskih knezov.
Cesarska moč se je močno upadla v času Rudolfove smrti leta 1612. Ko so se Čehi uprli cesarju, je uporu sledil dolg niz spopadov, znanih kot tridesetletna vojna 1618–1648. V vojno, ki je opustošila cesarstvo, sta se vmešali tudi Francija in Švedska in okrepili sile, ki so se borile proti cesarski oblasti. Obe državi sta zase osvojili precej ozemlja.
Vestfalski mir, sklenjen leta 1648, je končal tridesetletno vojno in dovolil kalvinizem, anabaptisti, arminijci in druge protestantske skupnosti pa še vedno niso dobile nobene podpore in so bile še naprej preganjane vse do konca cesarstva. Habsburški cesarji so se osredotočali predvsem na utrjevanje svoje oblasti v Avstriji in drugih svojih posestih.
V drugem obleganju Dunaja leta 1683 je vojska Svetega rimskega cesarstva pod vodstvom poljskega kralja Jana III. Sobieskega odločilno premagala veliko osmansko vojsko, ustavila osmansko napredovanje proti zahodu in sprožila končni razpad osmanske oblasti v Evropi. Tretjino krščanske vojske so tvorile sile poljsko-litovske skupne države in dve tretjini sile Svetega rimskega cesarstva.

### Moderno obdobje

#### Prusija in Avstrija
Po vzponu Ludvika XIV. so bili Habsburžani pri preprečevanju vzpona Prusije, ki je posedovala ozemlja znotraj cesarstva, odvisni v glavnem od svojih dednih dežel. Skozi celo 18. stoletje so bili vpleteni v različne evropske konflikte, kot so bile španska (1701–1714), poljska (1733–1735) in avstrijska nasledstvena vojna (1740–1748). Po letu 1740  je v zgodovini cesarstva prevladoval nemški dualizem med Avstrijo in Prusijo.

#### Francoske revolucionarne vojne in ukinitev
Od leta 1792 je bila revolucionarna Francija neprestano v vojni z različnimi deli cesarstva in jih priključevala k svojemu ozemlju.
Sveto rimsko cesarstvo je bilo uradno ukinjeno 6. avgusta 1806, ko je zadnji cesar Franc II. (od leta 1804 cesar Franc I. Avstrijski) abdiciral po vojaškem porazu s Francozi v bitki pri Austerlitzu (Bratislavski mir). Napoleon je reorganiziral veliko cesarstvo v francosko satelitsko Rensko konfederacijo. Habsburško-lotarinška dinastija je preživela ukinitev cesarstva. Habsburžani so še naprej vladali kot cesarji Avstrije in kralji Ogrske do končnega razpada Habsburške monarhije leta 1918.
Napoleonsko Rensko konfederacijo je po koncu napoleonskih vojn leta 1815 nadomestila nova zveza, Nemška konfederacija. Trajala je do leta 1866, ko je Prusija ustanovila Severnonemško zvezo, predhodnico Nemškega cesarstva, ki je leta 1871 pod pruskim vodstvom združila nemško govoreča ozemlja razen Avstrije in Švice. Iz nje se je razvila v moderno Nemčijo.
Edini kneževini Svetega rimskega cesarstva, ki sta do danes ohranili status monarhije, sta Veliko vojvodstvo Luksemburg in Kneževina Lihtenštajn. Edini svobodni cesarski mesti, ki še obstajata kot zvezni deželi znotraj Nemčije, sta Hamburg in Bremen. Vse druge zgodovinske države članice Svetega rimskega cesarstva so bile razpuščene ali pa so sprejele republikanske sisteme vladanja.

## Sveto rimsko cesarstvo in dinastični imperiji cesarskih družin
Henrik VI. Hohenstaufen, cesar Svetega rimskega cesarstva, ki je podedoval tako nemške težnje po cesarski suverenosti kot sanje normanskih sicilskih kraljev o hegemoniji v Sredozemlju, je imel ambiciozen načrt za vzpostavitev svetovnega imperija. Hohenstaufni so imeli politični vpliv od Iberije do Rusije, od Skandinavije do Sicilije in od Anglije do Konstantinopla in križarskih držav na Bližnjem vzhodu. Henrik je gledal še dlje: v Afriko. Grčijo, Malo Azijo in Sirijo ter seveda na Jeruzalem. Njegova priključitev Sicilije je spremenila strateško ravnotežje na italijanskem polotoku. Cesar, ki je želel vse svoje dežele narediti dedne, je trdil, da so cesarski tudi papeški fevdi. Ko je pri 31 letih umrl, svojega ključnega položaja ni mogel prenesti na svojega sina Friderika II., ki je bil izvoljen samo za rimskega kralja. Zveza med Sicilijo in cesarstvom je tako ostala personalna unija. Friderik II. je postal kralj Sicilije leta 1225 s poroko z Izabelo II. Jeruzalemsko. S pogajanji z al-Kamilom Mohamedom je ponovno pridobil okrnjeno Jeruzalemsko kraljestvo s svetimi mesti. Sanje Hohenstaufnov o svetovnem imperiju so se končale s Friderikovo smrtjo leta 1250.
Cesarstvo je v svojih zgodnjih obdobjih predstavljalo glavno središče krščanstva in se postopoma infiltriralo v sosednja poganska kraljestva v severni in vzhodni Evropi: med Skandinavce, Madžare, Slovane, Balte in druge. Do obdobja reform je bilo cesarstvo po svoji naravi obrambno in ne agresivno. Želelo si je notranjega miru in varnosti pred vsiljivimi silami, kar so cenili celo bojeviti vladarji, kot je bil Maksimilijan I. V zgodnjem novem veku sta povezanost cesarstva s Cerkvijo (za Luksemburžane Univerzalna cerkev in za Habsburžane Katoliška cerkev) in cesarjeva odgovornost za obrambo Srednje Evrope ostali realnost. Zamisel o pomoči Cerkve pri urejanju cesarstva je bila celo povod za Sigismundove cesarske reforme.
Nemške dinastije so tradicionalno izkoriščale potencial cesarskega naslova za širjenje svoje oblasti v vzhodno Evropo. Tako Luksemburžani kot Habsburžani so spretno izkoriščali strategijo zakonskih zvez in dedovanj, ki so jim je sledila. Sigismund Luksemburški, ki se je poročil z Marijo Ogrsko, vladajočo kraljico in zakonito naslednico Ogrske, je svojo oblast kasneje utrdil s poroko s sposobno plemkinjo Barbaro Celjsko z dobrimi zvezami. Cesarjev osebni imperij se je razširil na Ogrsko, kraljestvo zunaj meja Svetega rimskega cesarstva. Temu zadnjemu monarhu iz Luksemburške dinastije, ki je nosil štiri kraljeve krone, je uspelo pridobiti cesarstvo, ki je bilo po obsegu skoraj primerljivo s kasnejšim Habsburškim cesarstvom, čeprav je izgubil Burgundsko kraljestvo in oblast nad italijanskimi ozemlji. Osredotočenost Luksemburžanov na vzhod, zlasti na Ogrsko, je omogočila novim burgundskim vladarjem iz dinastije Valois, da so med nemškimi knezi spodbujali nezadovoljstvo. Slednje je prisililo Habsburžane preusmeriti svojo pozornost na zahod. Albert II. Nemški, Sigismundov zet in po poroki z Elizabeto Luksemburško njegov dedič, je pod svojo oblast uspel združiti krone Nemčije, Ogrske, Češke in Hrvaške, vendar je umrl mlad. Maksimilijan I. se je ned svojo vladavino osredotočal tako na vzhod kot na zahod. Uspešna širitev, z opazno vlogo politike zakonskih zvez, je okrepila njegov položaj v cesarstvu in povečala pritisk na cesarsko reformo, s katero bi lahko dobili več sredstev in usklajeno pomoč nemških dežel za obrambo svojih kraljestev v boju proti sovražnim silam, zlasti Franciji.
Po letu 1486, ko je postal rimski kralj, je Maksimilijan dobival znatno pomoč za svoje dejavnostih v Burgundski Nizozemski, pa tudi pri odnosih s Češko, Ogrsko in drugimi vzhodnimi državami. Med vladanjem njegovih vnukov sta Hrvaška in preostali del Ogrskega kraljestva izbrala Ferdinanda za svojega vladarja, potem ko mu je uspelo rešiti Šlezijo in Češko pred osmansko okupacijo, ki jo je doživela Ogrska. Simms ugotavlja, da je bila njihova izbira pogodbena, povezana s Ferdinandovo vladavino v teh kraljestvih, izvolitvijo za cesarja in njegovo sposobnostjo braniti Srednjo Evropo. Habsburžani niso bili odvisni samo od tega, ker so imeli v svojih obsežnih posestih neodvisne vire bogastva in prestiža.
Kasnejši avstrijski Habsburžani od Ferdinanda I. dalje so skrbno ohranjali razliko med svojim dinastičnim cesarstvom in Svetim rimskim cesarstvom. Institucije in strukture, ki jih je razvila cesarska reforma, so služile večinoma nemškim deželam. Habsburška monarhija je sicer ostala tesno povezana s cesarstvom, vendar so se Habsburžani namerno vzdržali vključitve svojih drugih ozemelj v njen okvir. Namesto tega so razvili lastne upravne institucije, ki so pomenile vzporedno dinastično-teritorialno cesarstvo. Habsburžanom je vzporedno cesarstvo dalo izjemno premoč virov, kar jim je omogočilo, da so v naslednjih treh stoletjih obdržali skoraj nepretrgan nadzor nad cesarskim naslovom. Ferdinand je imel interes ohraniti Češko ločeno od cesarske jurisdikcije in zrahljati povezavo med Češko in cesarstvom, zato Češki ni bilo treba plačevati davkov cesarstvu. Zavrnil je pravice cesarskega volilnega kneza kot kralja Češke, kar mu je zagotavljalo polovico njegovih prihodkov. Češki in njej pripadajočim ozemljem (Zgornja in Spodnja Šlezija in Moravska) je podelil enak privilegiran status, kot ga je imela Avstrija, s čimer je potrdil svoj nadrejeni položaj v cesarstvu.  Habsburžani so razen tega poskušali mobilizirati cesarsko pomoč Ogrski, ki je v celem 16. stoletju dinastijo stala več denarja za obrambo kot je bil skupni prihodek, ki ga je prinesla. Od leta 1542 sta Karel V. in Ferdinand lahko pobirala davek, imenovan skupni fenig ali Türkenhilfe (turška pomoč), namenjen zaščiti cesarstva pred Osmanskim cesarstvom ali Francijo. Ker Ogrska za razliko od Češke ni bila del cesarstva, je bila pomoč cesarstva Ogrski odvisna od političnih dejavnikov. Obveznost je veljala le, če sta bila neposredno ogrožena Dunaj ali cesarstvo. V zgodnjih 1520. letih je Reichstag okleval odobriti pomoč ogrskemu kralju Ludviku II., ker ga je imel za tujega vladarja. Ko je Ogrska po Ludvikovi smrti v bitki pri Mohaču leta 1526 prišla pod oblast Habsburžanov, se je stanje spremenilo. Glavni cilj cesarskih davkov v naslednjih 90 letih je bilo subvencioniranje stroškov obrambe ogrske meje pred Osmani. Večino orožja in drugega vojaškega materiala so dobavljala podjetja s sedežem v cesarstvu, ki so jih financirale nemške banke. Enako je veljalo za čete, ki so med letoma 1683 in 1699 sčasoma pregnale Osmane iz Ogrske. Cesarski zakonik iz leta 1532 se je v delih Ogrske uporabljal do sredine 17. stoletja, sicer pa je imela Ogrska svoj pravni sistem in ne avstrijskega. Ogrski plemiči so se do leta 1606 upirali uporabi germanskih naslovov, kot je bil graf za grofa, in zelo malo jih je pridobilo status cesarskega kneza.
Na mnenje, da so habsburški dinastični interesi škodovali Svetemu rimskemu cesarstvu, Whaley odgovarja, da »ni bilo temeljne nezdružljivosti med dinastičnostjo in sodelovanjem v cesarstvu niti za Habsburžane niti za Sasa in druge«. Cesarske strategije zakonskih zvez so imele za Sveto rimsko cesarstvo dvojne učinke. Povezava s Španijo, na primer, je zagotovila močnega partnerja pri obrambi krščanstva pred Osmani, Karlu V. pa je omogočila prenos burgundske Nizozemske, Franche-Comte in drugih cesarskih fevdov, kot je bil Milano, na Španski imperij sina Filipa II.
Razen cesarskih družin so imeli tuje dežele v posesti tudi nemški knezi, tuji vladarji pa so lahko pridobili cesarske fevde in tako postali cesarski knezi. Ta pojav je prispeval k drobitvi suverenosti, v kateri so cesarski vazali ostali polsuvereni, in hkrati krepil medsebojne povezave in možnosti medsebojnega vmešavanja med Kraljevino Nemčijo in cesarstvom in drugimi kraljestvi, kot sta bili Danska in Švedska. Slednji sta sprejeli status cesarskih vazalov zaradi svojih nemških posesti, ki so bile podvržene cesarskim zakonom. Obe skandinavski monarhiji sta izpolnili svoje obveznosti in priskočili na pomoč cesarstvu v vojnah v 17. in začetku 18. stoletja. Sprejemali sta tudi nemške knežje družine za svoje vladarje, čeprav v obeh primerih to ni ustvarilo neposrednih zvez. Danska je dosledno poskušala izkoristiti svoj vpliv v cesarskih institucijah, da bi pridobila nove cesarske fevde ob Labi, vendar ti poskusi na splošno niso bili uspešni.

## Od monarhije k dualizmu z državnimi stanovi
Cesarski zbor (Reichstag) se je kot prostor komunikacije in usklajevanja interesov med cesarjem in državnimi stanovi razvil postopoma, iz občasnih posvetovanj monarha s pomembnim plemstvom o važnih državnih zadevah na tako imenovanih sprejemnih dneh na dvoru. Sčasoma so si stanovi poskušali pridobiti vse več vpliva na državne zadeve.
Prva prizadevanja za reforme segajo v leta 1434–38, v čas cesarja Sigismunda Luksemburškega. Prvi poskus uveljavitve zakona o prepovedi maščevanja je bil leta 1442 na zasedanju v Frankfurtu še preslabo pripravljen, da bi uspel. Potem je cesar Friderik III. dolgo zaviral reforme, dokler ni bil njegov sin, kasnejši cesar Maksimilijan I., ki je potreboval sodelovanje državnih stanov pri svojih zunanjepolitičnih podvigih, prisiljen pristati na reforme, ki jih je na zasedanjih v Wormsu leta 1495 in Augsburgu leta 1500 predložil volilni knez Mainza Berthold von Henneberg. 
Jedro tedanjih reform je bil zakon o večnem deželnem miru. Da bi ga lahko izvajali, so ustanovili državno komorno sodišče, pristojno za ozemeljske spore, cesarstvo pa so razdelili na državna okrožja. Za vzdrževanje sodišča je bil vpeljan državni davek imenovan splošni pfenig. Leta 1500 je bila ustanovljena 1. vlada državnih stanov (1. Reichsregiment) pod vodstvom volilnega kneza - nadškofa Mainza. A vlada in splošni pfenig sta propadla že čez nekaj let, ko je bil nadškofov urad državnih stanov združen z dvornim uradom za avstrijske dedne dežele v centralni državni urad (Reichskanzlei), vlogo splošnega pfeniga pa so prevzeli matrikularni dodatki. Državna okrožja pa so se obdržala in njihovo število se je na zasedanju Reichstaga v Trieru/Kölnu leta 1512 povečalo na 10.
Nadaljnje reforme iz leta 1521, ki so se obetavno pričele z volilno (za)obljubo Karla V., so nazadnje v celoti propadle, zaradi nasprotovanja cesarja in tudi zaradi strahu volilnih knezov, da se bodo zmanjšale njihove pristojnosti. Tedaj ustanovljena 2. vlada državnih stanov (2. Reichsregiment) je bila ukinjena leta 1530. V času reformacije (1521–55) so bila zasedanja Reichstaga večinoma ohromljena z verskimi konflikti. Verska nasprotja in odločitev Reichstaga v Augsburgu leta 1555, da so deželni gospodje nosilci veroizpovedi na svojih ozemljih, je usmerila cesarstvo na pot dezintegracije. Šele Ferdinandu I. je uspelo spet nekoliko obnoviti sodelovanje med cesarjem in državnimi stanovi v nemškem delu cesarstva.
Reichstag se je prvotno sestajal v različnih mestih cesarstva, od leta 1663 pa je imel rezidenco v Regensburgu (Immerwährender Reichstag). Nosilci volilnih glasov so na zasedanja vse bolj pošiljali svoje zastopnike. Reichstag je bil razpuščen 1. avgusta 1806.
Kljub temu da so reforme slabo uspevale, da zaradi razhajanja interesov nikdar ni prišlo do vlade cesarstva, pa so nekateri temeljni zakoni in državne institucije, ki so nastale (Reichstag, državna sodišča, državna okrožja z možnostjo rekrutiranja čet) vendarle nudili okvir, ki je Svetemu rimskemu cesarstvu omogočil, da je kot združenje fevdalnih posesti obstalo do leta 1806.

## Institucije
Sveto rimsko cesarstvo ni bilo niti centralizirana država niti nacionalna država. Namesto tega je bilo razdeljeno na desetine, sčasoma na stotine, posameznih entitet, ki so jih vodili kralji, vojvode, grofje, škofje, opati in drugi vladarji, skupaj znani kot knezi. Bilo je tudi nekaj območij, ki jim je neposredno vladal cesar.
Od visokega srednjega veka dalje je Sveto rimsko cesarstvo zaznamovalo nelagodno sobivanje s knezi lokalnih ozemelj, ki so se trudili, da bi prevzeli oblast. V večji meri kot v drugih srednjeveških kraljestvih, kot sta bili Francija in Anglija, cesarji niso mogli pridobiti velikega nadzora nad deželami, ki so jih uradno imeli v posesti. Namesto tega so bili cesarji prisiljeni podeljevati vedno več avtonomije in privilegijev lokalnim vladarjem, tako posvetnim kot cerkvenim, da bi zaščitili svoj položaj pred grožnjo odstavitve. Ta proces se je začel v 11. stoletju z investiturnim bojem in se bolj ali manj zaključil z Vestfalskim mirom leta 1648. Več cesarjev je poskušalo obrniti to vztrajno pešanje svoje moći, vendar so njihove poskuse preprečili tako papež kot knezi cesarstva.

### Cesarske posesti
Število ozemelj, zastopanih v cesarskem parlamentu, je bilo precejšnje. V času Vestfalskega miru jih je bilo okoli 300. Ozemlje številnih »malih držav« (Kleinstaaten) ni merilo več kot nekaj kvedrarnih kilometrov in bilo pogosto sestavljeno iz več delov. Cesarstvo so zato pogosto imenovali Flickenteppich (preproga iz krp). Entiteta se je štela za Reichsstand (cesarska posest), če v skladu s fevdalnim pravom ni imela nad seboj nobenega oblastnika razen samega cesarja Svetega rimskega cesarstva. Za cesarske posesti so se štela:
- Ozemlja, ki jim je vladal dedni plemič, na primer knez, nadvojvoda, vojvoda ali grof.
- Ozemlja, kjer je imel posvetno oblast cerkveni dostojanstvenik, kot je nadškof, škof ali opat. Cerkveni knez je bil knez Cerkve. V primeru knezoškofov se je ozemlje knezoškofij pogosto ujemalo z ozemljem njihovih običajno velikih škofij, kar jim je dajalo tako civilne in cerkvene pristojnosti. Primeri knezoškofij so bili Köln, Trier in Mainz.
- Svobodna cesarska mesta in cesarske vasi, ki so bile podvržene izključno cesarjevi jurisdikciji.
- Razpršene posesti svobodnih cesarskih vitezov in cesarskih grofov, ki so bili neposredno podrejeni cesarju, vendar niso bili zastopani v cesarskem zboru.

Leta 1796 je imelo cesarstvo okoli 1500 cesarskih posesti.
Najmočnejši gospodje poznega cesarstva so bili avstrijski Habsburžani, ki so v prvi polovici 17. stoletja vladali 240.000 km2 ozemlja znotraj cesarstva, večinoma v današnji Avstriji in na Češkem. Istočasno so dežele, ki so jim vladali volilni knezi Saške, Bavarske in Brandenburga pred prevzemom Prusije merile približno 40.000 km2. Vojvoda Brunswick-Lüneburga, kasneje volilni knez Hannovra, je posedoval približno enako veliko ozemlje. Ta ozemlja so spadala med največje nemške dežele. Pfalški volilni knez je imel bistveno manjše ozemlje, ki je merilo 20.000 km2. Cerkvene volilne dežele Mainz, Köln in Trier so bile s približno 7.000 km2 veliko manjše. Večje od njih, s približno 7.000–10.000 km2, so bile samo vojvodina Württemberg, deželna grofija Hessen-Kassel in vojvodina Mecklenburg-Schwerin. Po velikosti sta bili približno enaki knezoškofiji Salzburg in Münster. Večina drugih nemških ozemelj, vključno z drugimi knezoškofijami, je bila manjša od 5.000 km2. Najmanjša so bila ozemlja cesarskega viteškega reda. Okoli leta 1790 je bilo v cesarstvu 350 viteških družin, ki so skupaj posedovale le 5.000 km2 ozemlja.
Cesarska Italija je bila bolj centralizirana, okoli leta 1600 razdeljena med Savojo (Savoja, Piemont, Nica, Aosta), Veliko vojvodino Toskano (Toskana, Lucca), Genovsko republiko (Ligurija, Korzika), vojvodini Modena-Reggio in Parma-Piacenza (Emilija) in špansko Milansko vojvodino (večji del Lombardije). Vsaka enota je imela od 500.000 do 1.500.000 prebivalcev. Bolj koherentne kot Nemčija so bile tudi Spodnje dežele, ki so bile, vsaj nominalno, v celoti pod oblastjo Španske Nizozemske.
| Vladar                       | 1648                | 1714                | 1748                | 1792                |
| ---------------------------- | ------------------- | ------------------- | ------------------- | ------------------- |
| Avstrijski Habsburžani       | 225.390 km2 (32,8%) | 251.185 km2 (36,5%) | 213.785 km2 (31,1%) | 215.875 km2 (31,4%) |
| Brandenburški Hohenzollerni  | 70.469 km2 (10,2%)  | 77.702 km2 (11.3%)  | 124.122 km2 (18,1%) | 131.822 km2 (19,2%) |
| Drugi posvetni volilni knezi | 89.333 km2 (13,1%)  | 122.823 km2 (17,9%) | 123.153 km2 (17,9%) | 121.988 km2 (17,7%) |
| Drugi nemški vladarji        | 302.146 km2 (44,0%) | 235.628 km2 (34,3%) | 226.278 km2 (32,9%) | 217.653 km2 (31,7%) |
| Total                        | 687.338 km2         | 687.338 km2         | 687.338 km2         | 687.338 km2         |

### Kralj Rimljanov
Bodoči cesar je moral biti najprej izvoljen za kralja Rimljanov (latinsko Rex Romanorum, nemško romaner König). Nemški kralj je bil voljen od 9. stoletja. Takrat so ga izbrali voditelji petih najpomembnejših plemen: Salijskih Frankov Lorene, Ripuarskih Frankov Frankovske, Sasov, Bavarcev in Švabov. V Svetem rimskem cesarstvu so kralja Rimljanov volili glavni vojvode in škofje cesarstva.
Cesarski prestol se je prenašal z volitvami, vendar so cesarji pogosto že med svojim vladanjem zagotovili, da so bili za njihovega naslednika izvoljeni njihovi sinovi, kar jim je omogočilo, da obdržijo krono v svoji družini. To se je spremenilo šele po koncu salijske dinastije v 12. stoletju.
Leta 1356 je cesar Karel IV. izdal zlato bulo, ki je omejila število elektorjev na sedem: češkega kralja, renskega grofa palatina, saškega vojvodo, brandenburškega mejnega grofa in nadškofe Kölna, Mainza in Trierja. Med tridesetletno vojno je kot osmi elektor dobil volilno pravico bavarski vojvoda in kot deveti vojvoda Brunswick-Lüneburga (pogovorno Hannovra). Napoleonske vojne so povzročile prerazporeditev več volilnih enot, vendar ti novi elektorji pred razpadom cesarstva niso nikoli glasovali. Od kandidatov za cesarja se je pričakovalo, da bo elektorjem pred volitvami ponudil zemljiške koncesije ali denar, da bi zagotovil njihov glas.
Po izvolitvi je lahko rimski kralj teoretično zahteval naziv »cesar« šele potem, ko ga je okronal papež, kar je v mnogo primerih trajalo več let. Kralj je moral pred kronanjem pogosto najprej rešiti konflikte v uporniški severni Italiji ali pa se je prepiral s samim papežem. Poznejši cesarji so se popolnoma odrekli papeškemu kronanju in so se zadovoljili z naslovom »izvoljeni cesar«. Zadnji cesar, ki ga je okronal papež, je bil Karel V. leta 1530.
Cesar je moral biti moški plemenite krvi. Noben zakon od njega ni zahteval, da bi bil katoličan, ker se je večina volilnih knezov držala te vere, pa za cesarja ni bil nikoli izvoljen noben protestant. O tem, ali in v kolikšni meri je moral biti Nemec, se še vedno razpravlja. V srednjem veku nekateri kralji in cesarji niso bili nemškega porekla, od renesanse pa je nemško poreklo veljalo za bistveno za kandidata za cesarski položaj.

### Parlament (Reichstag)
V parlamentu (Reichstag) so lahko sodelovali le cesarski stanovi, se pravi cesarski knezi, najvišji med njimi so bili volilni knezi, cesarski grofje, cesarski prelati in cesarska mesta. Med cesarske kneze in grofe so spadali tisti zemljiški gospodje, posvetni in cerkveni, ki so dobili zemljo v fevd neposredno od cesarja ali kralja. Med cesarske prelate so spadali vodje samostanov in kapitljev, ki so stali na cesarski zemlji. Enako je veljalo za cesarska mesta. Vsi našteti so plačevali dajatve in davke neposredno cesarju.
Reichstag (latinsko: comitia imperii, curia imperialis) je bil od leta 1489 sestavljen iz treh kolegijev (kurij, svetov):
- Kolegij volilnih knezov[229] (Kurfürstenkollegium) je bil po pomembnosti razred zase; volilni knezi so bili ključna povezava med cesarjem in državo. S pravico, da volijo kralja, so bili visoko povzdignjeni nad vse ostale kneze. Imeli so velik politični vpliv. Lahko so se sestajali tudi samostojno. Vodja kolegija volilnih knezov, nadškof Mainza, je tudi predsedoval Reichstagu.

- Svet cesarskih knezov[229] (Reichsfürstenrat) je bil namenjen vsemu ostalemu cesarskemu plemstvu, ki je bilo zelo heterogeno. V toku zgodovine je prihajalo do svojih zemljišč na najrazličnejše načine. Njihovi statusi so bili zelo različni, posvetni in cerkveni. Nekatere posesti so bile velike, druge majhne. Vplivni državni knezi, posvetni in cerkveni, so imeli v svetu državnih knezov posamične (virilne) glasove, drugi so, kot člani podskupin (imenovanih tudi kolegiji, kurije, klopi), prispevali k skupinskim (kurialnim) glasovom. Leta 1653 so bile v svetu državnih knezov 4 klopi državnih grofov: wetterauška, švabska, frankovska in vestfalska. Manjši katoliški prelati, opati, prošti in opatinje, vodje samostanov in kapitljev na državni zemlji, so bili združeni v švabskem in renskem kolegiju državnih prelatov. Svet državnih knezov sta izmenoma vodila salzburški nadškof in avstrijski nadvojvoda.

- Kolegij cesarskih mest[229] (Reichsstädtekollegium); v njem so sodelovale delegacije mest, ki so stala na državnem ali družinskem imetju vladarja ali na cerkvenem ozemlju, dobljenem od kralja ali cesarja, in so monarhu plačevala dajatve. Vodenje kolegija državnih mest je prevzelo vsakokratno gostiteljsko mesto. Po rangu pomembnosti je bil ta kolegij precej niže od prvih dveh.

Pristojnosti Reichstaga niso bile povsem opredeljene, vsebovale pa so važne državne zadeve, kot so sklepanje pogodb, odmero davkov, spremembe temeljnih zakonov, odločitve o miru in vojni, verska in gospodarska vprašanja. Sklical ga je lahko le cesar, vendar je moral od volilne zaobljube Karla V. leta 1519 pred pošiljanjem vabil prositi za soglasje knezov. Imel je pravico predložiti dnevni red, na dejansko obravnavane teme pa je imel le malo vpliva. Po skupnem začetku zasedanja so razprave potekale najprej v ločenih prostorih znotraj kolegijev, pri čemer je pri glasovanju obveljala večina glasov. Nato sta se na skupnem zasedanju najprej med seboj posvetovala in uskladila kolegij volilnih knezov in svet cersarskih knezov, šele potem je lahko povedal svoje mnenje tudi kolegij cesarskih mest. Njegova glasovalna pravica je bila večino časa sporna. Kolegij je v glavnem lahko le izrazil svoje mnenje, ki pa ga ni bilo treba upoštevati). Zaključke je objavil cesar v dekretu recessus imperii.
Določbe vestfalskega miru so prinesle spremembe tudi v Reichstag. Ustanovljena sta bila dva nova odbora za verska vprašanja, corpus evangelicorum in corpus catholicorum, ki sta o verskih vprašanjih razpravljala ločeno in je bil sprejemljiv le njun konsenz. Konsenz je bil vse bolj zaželen tudi pri političnih temah. Ker je proces odločanja postajal vse težji, so se vse pogosteje posluževali strokovnih odborov. S časom se je oblikoval sloj strokovnjakov in politikov, specialistov za posamezne teme.
Od leta 1663, odkar se je stalno sestajal v Regensburgu, je Reichstag postajal vse bolj zbor zastopnikov nosilcev glasov. Cesar in cesarski stanovi so se ga vse manj udeleževali, zato ob koncu zasedanja ni bilo mogoče izdati formalnih zaključkov. Potem, ko so se nosilci glasov z zaključki seznanili, jih je uradno zadolženi cesarjev zastopnik ratificiral in izdal kot cesarski komisijski dekret.

### Vrhovni sodišči cesarstva
Cesarstvo je imelo dve sodišči, ki sta lahko presojali na najvišji ravni: Cesarsko komorno sodišče (Reichskammergericht), ki je bilo pod nadzorom cesarskih stanov in je delovalo po pravilih Reichstaga, in Cesarski dvorni svet (Reichshofrat).

#### Cesarsko komorno sodišče
Cesarsko komorno sodišče je bilo ustanovljeno leta 1495 na zasedanju reichstaga v Wormsu, istočasno z razglasitvijo večnega deželnega miru. Delno je prevzelo vlogo nekdanjega Kraljevega dvornega sodišča. Cesarski stanovi so s tem vsaj delno odvzeli cesarju vlogo vrhovnega sodnika v državi.
Sodišče je imelo sedež najprej v Frankfurtu ob Majni, potem v nekaj drugih cesarskih mestih. Od leta 1526 je stalno delovalo v Speyerju, po njegovem razrušenju v palatinski nasledstveni vojni pa od 1689 do 1806 v Wetzlarju. Med tem je za svoje delovanje nekajkrat prejelo nove osnove (1495, 1521, 1548, 1555, nazadnje 1654). Nekaj časa je bilo financirano iz splošnega pfeniga, kasneje pa iz matrikularnih dodatkov na osnovi wormške matrike iz leta 1521.
Število prvotnih 16 članov sodišča se je s časom povečevalo. Po Vestfalskem miru jih je bilo 50. Več kot polovico članov so imenovala državna okrožja. Sodišče je vodil od cesarja imenovani predstavnik visokega plemstva. Razprave so vodili dva do štirje predsedniki. Zadnjo besedo je imel Reichstag. 
Sodišče je bilo pristojno za kršitve deželnega miru, nespoštovanje izobčenja iz države, civilne tožbe proti neposredno podložnim cesarju, posestnim sporom med njimi in davčne zadeve. Bilo je najvišja pritožna instanca za vse sodbe v okrožju brez možnosti pritožbe. Omogočalo je pritožbe podložnikov proti zemljiškim gospodom. Okornost zaradi pisno vodenih procesov in pogosta nepopolna zasedenost zaradi nerednega financiranja je od 17. stoletja naprej zmanjševala njegov pomen na račun Državnega sveta.

#### Cesarski dvorni svet
Cesarski dvorni svet je bilo drugo od dveh vrhovnih sodišč v Svetem rimskem cesarstvu. Bilo je pod popolnim nadzorom cesarja. Cesarju je služilo tudi kot politični posvetovalno organ in za izvrševanje njegove sodne moči. Edino je bilo pristojno za zadeve državnih fevdov, kriminalne zadeve cesarju neposredno podrejenih in za spore v zadevah, ki so se tikale cesarjevih rezerviranih pravic in privilegijev.
Sodišče je delovalo v letih 1418–1806. Člane sodišča je imenoval cesar. Vodil jih je sprva cesar ali Reichshofmarschall, po letu 1559 pa predsednik sodišča. Cesarski stanovi niso imeli na to sodišče nobenega vpliva. Od Cesarskega komornega sodišča se je razlikovalo v tem, da se mu ni bilo treba strogo držati pravnega reda in je od njega tudi večkrat odstopalo, zato je delovalo manj birokratsko. Za razčiščevanje dogodkov na terenu se je večkrat posluževalo komisij, sestavljenih iz krajevnih državnih stanov. Še v 18. stoletju je bilo sestavljeno izključno iz katoličanov, kar je bil pogost očitek protestantov.

### Cesarska okrožja
Kot del cesarskih reform je bilo leta 1500 ustanovljenih šest cesarskih okrožij; Bavarsko, Frankovsko, Švabsko, Zgornjerensko, Spodnjerensko-vestfalsko in Saško okrožje. Ko so bile leta 1512 v reforme vključene tudi avstrijske dedne dežele in volilne kneževine, so bila ustanovljena še štiri okrožja: Okrožje renskih kneževin Köln, Mainz in Trier, Renskega palatinata (Kurrheinischer Reichskreis) ter Burgundsko in Avstrijsko okrožje. Saško okrožje je bilo razdeljeno v Zgornjesaško in Spodnjesaško okrožje. Zunaj okrožij so ostale Češka, Moravska, Šlezija, Lužica in Prusija in nekatera manjša ozemlja kot so cesarske vasi in gospostva cesarskih vitezov ter posesti v Italiji in Švicarska konfederacija.
Naloge okrožij so bile varovanje miru v smislu leta 1495 sprejetega zakona o večnem deželnem miru, razglašanje in izvajanje državnih zakonov, pobiranje državnih davkov in prispevkov za Cesarsko komorno sodišče, izvrševanje razsodb tega sodišča, zlasti po leta 1555. ko so postala okrožja neodvisna od cesarja, in nadzor nad kovanjem denarja. V primeru vojne je bilo vsako okrožje dolžno zbrati določen kontingent vojakov, kar je bila naloga glavnega okrožnega poveljnika (Kreisoberst). Okrožni stanovi so imeli svoj zbor (Kreistag) in enega ali več direktorjev, ki so usklajevali zadeve okrožja. V Kreistagu ni bilo volilnih knezov.

### Vojska
Sveto rimsko cesarstvo nikdar ni imelo moderne, dobro organizirane vojske.
Vojska Svetega rimskega cesarstva (Reichsarmee, Reichsheer ali  Reichsarmatur) je bila ustanovljana leta 1422. Razpuščena je bila v napoleonskih vojnah še pred razpadom cesarstva. Vojske Svetega rimskega cesarstva se ne sme zamenjavati s Cesarsko vojsko (Kaiserliche Armee) samega cesarja.
Vojska ni bila stalna in stalno pripravljena na spopad s sovražnikom. Ko je obstajala nevarnost, so jo za določeno akcijo (Reichsheerfahrt) zbrali iz vseh delov cesarstva. Podrejena je bila generaliteti Reichstaga in se bojevala skupaj s cesarsko vojsko. V praksi so te vojaške enote pogosto čutile večjo pripadnost svojim deželam kot cesarju in cesarstvu. Vojska je kasneje vse bolj služila interesom Habsburžanov. Takšna, dokaj razdrobljena vojska, se je lahko bojevala proti Turkom, proti Prusom in Francozom pa ni bila uspešna.

### Upravna središča
V prvi polovici zgodovine Svetega rimskega cesarstva je vladal potujoč dvor. Kralji in cesarji so potovali med številnimi cesarskimi palačami (Kaiserpfalzes), tam bivali nekaj tednov ali mesecev in urejali lokalne pravne in upravne zadeve. Večina vladarjev je imela eno ali več bolj priljubljenih dvornih mest, kjer so preživeli večino svojega časa in pospeševali lokalni razvoj. Karel Veliki je imel od leta 794 Aachen, Oton I. od leta 955 Magdeburg, Friderik II. Palermo (1220–1254), Wittelsbachi München (1328–1347 in 1744–1745), Habsburžani pa Prago (1355–1437 in 1576–1611) in Dunaj (1438–1576, 1611–1740 in 1745–1806).
Ta praksa se je sčasoma končala v 16. stoletju, ko so si cesarji Habsburške dinastije za svoji stalni rezidenci izbrali Dunaj in Prago, Wittelsbachi pa München. »Pravi dom« Maksimilijana I. je bilo še vedno »streme in prenočevanje v sedlu«, čeprav je bil njegovo najpomembnejše oporišče verjetno Innsbruck. Nomadski cesar je bil tudi Karel V. Dunaj je postal cesarska prestolnica v 50. letih 15. stoletja pod Ferdinandom I. (vladal 1556–1564). Razen obdobja pod Rudolfom II. (vladal 1570–1612), ki se je preselil v Prago, je pod njegovimi nasledniki primat ohranil Dunaj. Pred tem so nekatera mesta služila le kot individualna rezidenca določenega vladarja. Številna mesta so imela status krajev, kjer so cesarski stanovi sklicevali svoje zbore.
Rezidence Cesarskega državnega zbora (Reichstag) je bila v zelo različnih mestih: Paderborn, Bad Lippspringe, Ingelheim am Rhein, Diedenhofen (zdaj Thionville), Aachen, Worms, Forchheim, Trebur, Fritzlar, Ravena, Quedlinburg, Dortmund, Verona, Minden, Mainz, Frankfurt ob Majni, Merseburg, Goslar, Würzburg, Bamberg, Schwäbisch Hall, Augsburg, Nürnberg, Quierzy-sur-Oise, Speyer, Gelnhausen, Erfurt, Eger (zdaj Cheb), Esslingen, Lindau, Freiburg, Köln, Konstanca in Trier. Zatem se je za stalno preselil v Regensburg.
Do 15. stoletja je izvoljenega cesarja kronal in mazilil papež v Rimu, z nekaj izjemami v Ravenni, Bologni in Reimsu. Od leta 1508 (cesar Maksimilijan I.) so potekale cesarske volitve v Frankfurtu ob Majni, Augsburgu, Rhensu, Kölnu ali Regensburgu.
Reichshofrat je bil ustanovljen decembra 1497 na Dunaju.
Reichskammergericht, ustanovljen leta 1495, je imel residence v Wormsu, Augsburgu, Nürnbergu, Regensburgu, Speyerju, potem pa se je za stalno preselil v  Wetzlar.

### Odnosi s tujino
Habsburška kraljeva družina je imela svoje diplomate, ki so zastopali predvsem njene interese. Enako so se od okoli leta 1648 obnašale tudi večje kneževine v Svetem rimskem cesarstvu. Cesarstvo samo ni imelo svojega ministrstva za zunanje zadeve, zato cesarski parlament ni imel nadzora nad diplomati, razen občasnih kritik.
Ko je sedež parlamenta postal Regensburg, sta imela tam svoje diplomatske predstavnike Francija in Nizozemska in v poznem  18. stoletju Rusija. Danska, Velika Britanija in Švedska so imele v Nemčiji svoje zemljiške posesti in bile preko njih zastopane v samem parlamentu. Regensburg je kljub temu postal kraj, kjer so se srečevali odposlanci, saj je bilo tam mogoče doseči predstavnike Cesarskega zbora.

## Demografija

### Poseljenost
Podatki o prebivalstvu Svetega rimskega cesarstva so zelo nejasni in zelo različni. Cesarstvo Karla Velikega je morda štelo kakšnih 20 milijonov prebivalcev. Kasnejše politično zelo razdrobljeno cesarstvo ni imelo nobene osrednje agencije, ki bi lahko zbrala takšne podatke. Glede na demografsko katastrofo, ki jo je pomenila tridesetletna vojna, se domneva, da je bilo števiilo prebivalcev v zgodnjem 17. stoletju podobno tistemu v zgodnjem 18. stoletju. Po eni od ocen število prebivalcev do leta 1750 ni preseglo ravni iz leta 1618, ko se je začela vojna.
V začetku 17. stoletja so imeli volilni knezi pod svojo oblastjo naslednje število cesarskih podložnikov:
- Habsburška monarhija: 5.350.000, vključno s 3 milijoni v Deželah češke krone[249]
- Saški elektorat: 1.200.000
- Vojvodina Bavarska, kasneje Bavarski elektorat: 800.000
- Elektorski palatinat: 600.000
- Brandenburški elektorat: 350.000
- elektorati Mainz, Trier in Köln skupaj: 300.000–400.000[250]

Španski Habsburžani niso bili elektorji, vendar so imeli drugo največje število podložnikov v cesarstvu za avstrijskimi Habsburžani. V Borgundskem okrožju in Milanski vojvodini so imeli v zgodnjem 17. stoletju več kot 3 milijone podložnikov.
Peter Wilson ocenjuje, da je imelo cesarstvo leta 1700 25 milijonov prebivalcev, od tega 5 milijovov v cesarski Italiji. Do leta 1800 se je število prebivalcev povečalo na  29 milijonov (brez Italije). Avstrija in Prusija izven cesarstva sta imeli 12,6 milijona prebivalcev.
- 65 cerkvenih držav s 14 odstotki celotne površine je imelo 12 odstotkov prebivalcev,
- 45 dinastičnih kneževin je imelo 80 odstotkov ozemlja in 80 odstotkov prebivalcev,
- 60 dinastičnih grofij in gospostev s 3 odstotki ozemlja je imelo 3,5 odstotke prebivalcev,
- 60 cesarskih mest z 1 odstotkom ozemlja je imeli 3,5 odstotke prebivalcev,
- ozemlja več sto cesarskih vitezov so merila 2 odstotka ozemlja cesarstva in imela 1 odstotek prebivalcev.

Nemški demografski zgodovinarji so tradicionalno ocenjevali število prebivalcev Svetega rimskega cesarstva na osnovi populacije znotraj meja Nemčije leta 1871 ali 1914. Novejše ocene uporabljajo manj zastarela merila, vendar še vedno ostajajo ugibanja. Ena od ocen, ki temelji na mejah Nemčije leta 1870, daje približno 15–17 milijonov prebivalcev okoli leta 1600. Do okoli leta 1650 se je šetvilo prebivalcev zaradi tridesetletne vojne zmanjšalo na 10–13 milijonov. Drugi zgodovinarji, ki ocenjujejo število prebivalcev zgodnjega modernega cesarstva, računajo, da se je število prebivalcev do leta 1650 zmanjšalo z 20 milijonov na približno 16–17 milijonov.
Verodostojna ocena za leto 1800 kaže, da je imelo cesarstvo 27–28 milijonov prebivalcev, vendar je do takrat že izgubilo Nizozemsko, Italijo in levi breg Rena. Posamezne regije so imele naslednje število prebivalcev:
- Avstrija, vključno s Šlezijo, Češko in Moravsko: 9 milijonov,
- Prusija: 4 milijone,
- Ostalo cesarstvo: 14–15 milijonov.

Obstajajo tudi številne ocene števila prebivalcev italijanskih držav, ki so bile formalno del cesarstva:
| Država                                  | Prebivalstvo    |
| --------------------------------------- | --------------- |
| Milanska vojvodina (španska)            | 1.350.000       |
| Piemont-Savoja                          | 1.200.000       |
| Genovska republika                      | 650.000         |
| Velika vojvodina Toskana                | 649.000         |
| Vojvodina Parma-Piacenza                | 250.000         |
| Vojvodina Modena-Reggio                 | 250.000         |
| Grofija Gorica in Gradišče (avstrijska) | 130.000         |
| Republika Lucca                         | 110.000         |
| Skupaj                                  | okoli 4.600.000 |

| Država                          | Prebivalstvo    |
| ------------------------------- | --------------- |
| Piemont-Savoja                  | 2.400.000       |
| Milanska vojvodina (avstrijska) | 1.100.000       |
| Velika vojvodina Toskana        | 1.000.000       |
| Genovska republika              | 500.000         |
| Vojvodina Parma-Piacenza        | 500.000         |
| Vojvodina Modena-Reggio         | 350.000         |
| Republika Lucca                 | 100.000         |
| Skupaj                          | okoli 6.000.000 |

### Največja mesta
- 1050: Regensburg (40.000 prebivalcev), Rim (35.000), Mainz (30.000), Speyer (25000), Köln (21.000), Trier (20.000), Worms (20.000), Lyon (20.000), Verona (20.000), Firence (15.000)[257]
- 1300–1350: Praga (77.000), Köln (54.000), Aachen (21.000), Magdeburg (20.000), Nürnberg (20.000), Dunaj (20.000), Danzig (zdaj Gdansk, 20.000), Straßburg (zdaj Strasbourg, 20.000), Lübeck (15.000), Regensburg (11.000)[258][259][260][261]
- '1500': Praga (70.000), Köln  (45.000), Nürnberg (38.000), Augsburg (30.000), Danzig (zdaj Gdansk, 30.000), Lübeck (25.000), . Breslau (zdaj Vroclav, 25.000), Regensburg (22.000), Dunaj (20.000), Straßburg (Strasbourg, 20.000), Magdeburg (18.000), Ulm (16.000), Hamburg (15.000)[262]
- 1600: Milano (130.000),[263] Praga (100.000), Dunaj (50.000), Augsburg (45.000), Köln  (40.000), Nürnberg (40.000), Hamburg (40.000), Magdeburg (40.000), Breslau (zdaj Vroclav, 40.000, Straßburg (zdaj Strasbourg, 25.000), Lübeck  (23.000), Ulm (21.000), Regensburg (20.000), Frankfurt ob Majni (20.000), München (20.000)[262]

### Verstva
Katolištvo je bilo do leta 1555 edina uradna vera cesarstva. Cesar Svetega rimskega cesarstva je bil vedno katolik.
Luteranstvo je bilo uradno priznano z Augsburškim verskim mirom leta 1555, kalvinizem pa z Vestfalskim mirom leta 1648. Luteranstvo in kalvinizem sta bili edini uradno priznani protestantski denominaciji, medtem ko so bile različne druge protestantske veroizpovedi, kot so anabaptizem, arminijanstvo itd., nezakonite. Anabaptizem se je pojavil v različnih veroizpovedih, vključno z menoniti, švarcenavskimi brati, huteriti, amiši in številnimi drugimi.
Po sklenitvi Augsburškega verskega miru je bila uradna vera ozemlja določena po načelu cuius regio, eius religio, po katerem je vera vladarja določala vero njegovih podložnikov. Vestfalski mir je to načelo razveljavil z določbo, da mora biti uradna vera ozemlja vera 1. januarja 1624, ki je veljalo za »normalno leto«. Odtlej spreobrnitev vladarja v drugo vero ni pomenila spreobrnitve njegovih podložnikov.
Vsi protestantski podložniki katoliškega vladarja in obratno so imeli zagotovljene pravice, ki so jih uživali na ta dan. Medtem ko so pripadniki uradne vere določenega ozemlja uživali pravico do javnega bogoslužja, je bilo drugim dovoljeno samo zasebno bogoslužje v kapelah brez zvonikov in zvonov. Teoretično nihče ni smel biti diskriminiran ali izključen iz trgovine, obrti ali javnega pokopa na podlagi vere. Prvič je bila bolj ali manj postavljena trajna delitev med krščanskimi cerkvami cesarstva.
V cesarstvu sta obstalali tudi judovska in islamska verska manjšina.